# アニメシャワー
- 毎日放送 > MBSテレビ番組一覧 > 毎日放送の深夜アニメ枠 > アニメシャワー
- アニメ > テレビアニメ > 深夜アニメ > 毎日放送の深夜アニメ枠 > アニメシャワー
- テレビ番組 > 深夜番組 > 深夜アニメ > 毎日放送の深夜アニメ枠 > アニメシャワー

『アニメシャワー』（Anime Shower）は、毎日放送（MBS）にて日曜未明（土曜深夜）に放送されている関西ローカル深夜アニメ枠の名称である。
なお、本局での本枠以外の深夜アニメ放送枠については、2015年3月期までの金曜未明（木曜深夜）および2015年4月期以降の土曜未明（金曜深夜）枠に関しては『アニメイズム』のページにて、2011年4月期から2014年7月期までの火曜未明（月曜深夜）及び2014年10月期以降の水曜未明（火曜深夜）枠に関しては『アニメ特区』
のページにて、それ以外の放送番組は毎日放送の深夜アニメ枠にて記載する。

## 概要
1997年10月19日未明よりローカル枠として導入。1999年3月21日までは「あにめシャワ〜」表記だった。新聞のラテ欄や地上デジタル放送のEPGでは作品毎に独立した枠として扱われており、EPGでは作品名のみ表示している。
毎日放送が初めて深夜アニメを製作したのは1989年の『小松左京アニメ劇場』であるが、本格的に放送を始めたのは当枠の開設後となった。
近畿広域圏の深夜アニメ枠としては歴史が長く、強いブランド力を持っていることから、当枠で放送する作品の中には未明（深夜）2時・3時の放送とは思えないほどの高視聴率を記録。2005年『地獄少女』第8話が4.8%を、2010年『Angel Beats!』第6話が4.9%を記録し様々なニュースサイトで大きく取り上げられた。サンライズの尾崎雅之は「関西のアニメファンの視聴習慣にかなり食い込んでいるので、オリジナル作品が打って出るには強力な武器となる枠」と評している。
2017年7月からは、2:08から4:08までの4部構成となっている。2008年10月に新作4本体制となって以来、実質的な枠作品を含めれば常に4枠以上で放送される体制が続いていたが、2025年4月期に16年半ぶりとなる3枠体制となった（後述）。
2020年10月からは、『ANiMAZiNG!!!』（朝日放送テレビをはじめとするテレビ朝日系列全国ネット）と競合状態となっている（後続の『ANiMAZiNG2!!!』（関西ローカル）含む）。

## 歴史
- 1997年10月19日 - 放送開始。開始当初は1:35 - 2:35の2部体制であった。
- 1998年4月 - 開始時刻を1:40に変更、同時に30分枠3部体制に拡大。
- 1999年4月 - 『COUNT DOWN TV』の放送時間拡大に伴い、開始時刻を1:45に変更。同時に枠名称も「あにめシャワ〜」から現在の名称へと変更。
- 2002年 - 開始時刻を1:55に変更。
- 2005年10月期 - 本枠との連続編成にて『灼眼のシャナ』が4本目のアニメ番組として編成され、初めて事実上の4部体制となったが、本枠の名称は使用せず関連枠の扱いとなる。
- 2006年4月期 - 『XXXHOLiC』が新設された第4部に編成され、初めて4部体制に拡大。
- 2006年10月期 - 3部体制に戻る。以降は不定期に第4部が設けられた。
- 2007年10月期 - 本枠との連続編成にて、深夜特撮番組『ULTRASEVEN X』が編成されるが、本枠の名称は使用せず関連枠の扱いとなる。
- 2008年10月期 - このクールより4部体制となる。
- 2009年4月 - 『S☆1・スパサカ』開始に伴い、開始時刻を1:58に変更。
- 2011年3月13日 - 前々日に発生した東北地方太平洋沖地震（東日本大震災）関連のJNN報道特別番組のため、本枠が全面休止になった（そのため、作品リストに記載したような番組編成への影響を与えた）。
- 2011年4月期 - 初めて短編アニメ番組2本が第3部に編成され、4部体制では初めて5本体制となる。
- 2013年4月期 - 第4部に短編アニメ番組2本が編成されて5本体制が復活。
- 2016年10月期 - 本枠との連続編成にて『侍霊演武:将星乱』が5本目のアニメ番組として編成され、初めて事実上の5部体制となったが、本枠の名称は使用せず関連枠の扱いとなる。
- 2017年7月期 - 『COUNT DOWN TV』同時ネット復帰のため、開始時刻を現在の2:08に変更。そのほか、『オールスター後夜祭』が放送される日は放送時間の変動がある。
- 2020年1月5日 新作アニメ番組は、第1部に編成された『マギアレコード 魔法少女まどか☆マギカ外伝』のみ放送され、第2部と第4部は新作アニメ番組の放送開始前のため枠自体が休止。第3部に編成された『Fate/Grand Order -絶対魔獣戦線バビロニア-』が30分繰り上げて第2部枠にて放送されたことにより、この日に限り1998年1月期以来の2部編成となる。
- 2021年1月期 - 第4部に短編アニメ番組2本が編成されて5本体制が復活。
- 2021年2月14日 - 前夜に発生した福島県沖地震関連のJNN報道特別番組放送（『CDTVサタデー』までは休止）のため、本枠が30分ずつ繰り下げられた（なお、一部の系列局では、毎日放送よりも早く飛び降りた放送局もあった。毎日放送は1時から2時30分の『Nスタ』体制での放送の終了をもって飛び降りる形となった）。
- 2021年10月期 - 当枠では初となる短編アニメと実写の混合編成番組『やくならマグカップも 二番窯』が第4部に編成された。本枠で実写が放送されるのは枠設置後初めて、関連枠を含めると『ULTRASEVEN X』以来14年ぶりとなる。
- 2025年4月期 - 番組開始時に流れるジングルが変更となり、『アニメシャワー』表示がされなくなる。また、2008年7月期以来17年ぶりに3部体制となる。

## 特徴

### オープニングに関して
2011年4月3日まで、枠の最初に放送している番組の開始前に主に本局で放送されているテレビ番組の主題歌をはじめとした邦楽アーティストの楽曲が、PV付きで使用されていた。1998年6月 - 2009年2月はこのPV映像の上に枠内の全番組を紹介するテロップが表示されていた。なお、特別編成で休止となる番組がある場合は、それらのみ省略されていた。
2011年4月10日よりPV映像は廃止され、2012年4月1日まで「アニメシャワー」と書かれた1枚画のみで表示されていた。
2012年4月期よりアマナグループにより制作された、3DキューブによるMBS ANIMATIONのビジュアル・アイデンティ「MBS ANIMATION Mainichi Broadcasting System」が表示された後、岩のブロックが積み上がるようなアニメーションから「アニメシャワー」のタイトルロゴが完成するアニメーションが用いられている。
2017年4月期より、後半部のアニメーションのみが変更され、スライドパズルにより「アニメシャワー」のタイトルロゴが完成するアニメーションに変更された。
2025年4月期より『アニメイズム』、『スーパーアニメイズムTURBO』の深夜アニメ枠で使用されている「MBS ANIMATION」のジングルのロゴ部分に差し替えたジングルに変更された（背景色は黒）。

### エンドカードほか
2008年9月までは、番組終了後に次の部で放送される番組の一場面の映像（アイキャッチなどを二次使用したもの）と共に「引き続き、○○をお送りします」というテロップが入った映像（クロスプログラム）が5秒間放送される（『アキハバラ電脳組』を除く）。また、この時に画面右上に「アニメシャワー」のロゴを表示していた時期があった。
同年10月からは、模様の入った静止画基調の画面に表示されるようになった。
2005年頃までは最後の番組の後にブルーバックにて枠終了のエンドカードを表示していた。次回が特別編成となる場合は、2000年代初めまでは枠の最後の番組の本編もしくは次回予告中に「来週のあにめシャワ〜は」という告知テロップを表記していた。
2000年代中頃から2008年頃までは新番組や特別編成がある場合には対象となる番組ごとの終了直前（主に次回予告中）に加え、その日の全番組終了後に全番組分をまとめて表記していた。
2009年1月から2017年6月までは、次回からの枠内で新番組や特別編成の有無に関わらず、番組の最後の後に全番組の放送予定の静止画を流していた。
2017年6月をもってこれらは廃止された。

### 問題点

#### 放送遅れの恒常化
放送開始当初から放送休止等による遅れ放送が目立った。放送開始は10月第3週からだったこと、本局では日曜未明（土曜深夜）に特番を放送することが多かったこと、年末年始と春休みに映画を放送していた事など放送休止が多く、休止分だけ放送日が遅れそのまま次回作品に持ち越していた。その結果、他の放送局と比べての遅れ日数の差が拡大することが恒常化した。
例えば全26話放送した第1作『フォーチュン・クエストL』は1997年10月19日に第1話を放送し、1998年5月24日に最終回となる第26話を迎えた。2000年10月からの第2部『デビルマンレディー』の再放送は全26話（6か月）の放送に7か月半（2000年10月22日 - 2001年6月3日）も掛かっている。2003年・2004年の第2部はUHFアニメを中心に放送したが、2年間（8クール）で7クール分の作品しか放送していない。

#### 枠不足
2000年代に入るとUHFアニメを筆頭に深夜アニメ番組の市場規模が拡大し、同じTBS系列のTBSテレビ（TBS）や中部日本放送→CBCテレビ（CBC）においてもUHFアニメ及び深夜アニメ事業に乗り出したことで1週間で放送する作品数そのものが急増した。
そんな中、本局の日曜未明（土曜深夜）帯は音楽番組も放送していたので深夜アニメは最大4枠（2006年10月より放送開始した木曜深夜自社製作枠を含めても5枠）までしか確保出来ない状態が続き、放送番組を賄い切れない状態に陥り出す。
その結果、TBSや中部日本放送→CBCテレビ製作の深夜アニメ番組の一部を本局が放送しない事態となり、独立局（サンテレビ・KBS京都）での放送がTBS製作については現在でも続いている。中には関西圏での放送自体が無い作品もある。

#### 解消策
本局では2006年頃から、特に2008年10月以降は「遅れ」「放送枠」問題を解消する為の方策を打っている。
自社製作番組のうちTBSへの逆ネット番組については、2006年10月に新設された金曜未明（木曜深夜）枠にて放送開始。2008年10月には本枠を4部体制に、金曜未明（木曜深夜）枠については自社製作枠との連続編成で深夜アニメ番組枠を2本増設して合計3本に拡大。本枠と合わせて最大で7本確保した。
しかしそれでも放送枠が足りず、2009年4月よりBS-TBSにてTBS製作深夜アニメを日曜未明（土曜深夜）に放送開始したことで同日にTBS製作深夜アニメが重複放送される事態が発生したことから、2011年4月の番組改編にて後述の通り月曜深夜（後の「アニメ特区」枠）にも深夜アニメ番組枠を拡充し、TBS製作深夜アニメについては月曜深夜枠ないし金曜深夜枠（旧木曜深夜枠）で放送することで同日での重複放送を回避している。
さらに、2019年7月期には全国ネット向けの『スーパーアニメイズム』枠を1本新設したのを皮切りに、2020年1月には『アニメイズム』枠が設置された木曜深夜に深夜アニメ枠を再設置するも不定期放送だった木曜深夜枠は廃枠の上で放送時間を繰り上げて2023年7月期の『呪術廻戦』の放送開始に伴って全国ネットを開始。
2024年1月期以降この枠はTBS製作となるが、2024年4月期には連続編成で『スーパーアニメイズム』枠が『スーパーアニメイズムTURBO』枠として枠移動し、ローカル枠1本を追加したことで、火曜深夜の『アニメ特区』3本、木曜深夜の『スーパーアニメイズムTURBO』1本・関連枠1本、『アニメイズム』2本・関連枠1本、本枠4本と2024年現在では本局枠全体では最大で12本、木曜深夜のTBS製作枠1本とCBC製作『アガルアニメ』枠1本を含めると最大で14本まで賄える体制となっている。
2025年4月期には未ル わたしのみらいの放送を水曜深夜枠で行うこととなり、本局の当枠以外のアニメ枠は火曜3本・水曜1本・木曜2本・金曜3本・日曜夕方2本・日曜深夜1本にまで拡大した。加えて平成末期から令和時代以降、地上波の放送日を同日にする番組が増加したことに加え、週末に関東圏で放送される番組が同期に減少したことも重なり、同期の同枠は2008年7月に『xxxHOLiC◆継』が本放送より1ヶ月遅れで終了して以来16年半ぶりとなる3枠体制での放送となった。
なお、特に同枠では放送休止を見越して連続放送を行うことで遅れを最小限に留めている。一例として2009年8月の世界陸上中継で2週間休止した為に6月 - 9月にかけて随時2話連続放送を実施し、放送終了を30分遅らせて5:28までとした。Jリーグ中継では後続の『Channel-a』（2009年9月放送終了）を日曜に振り替えた。2010年9月26日には『ザ・プロ野球』が深夜に編成されたが、『COUNT DOWN TV』を休止させて当枠の放送を維持した。TBS系列の大型音楽特番『音楽の日』が放送される日も振替放送などで対応している。以下はその具体例である。
| 年       | 放送日  | 放送状況 |
| -------- | ------- | --- |
| 2013年   | 6月30日 | 深夜帯の部分は放送せずに当枠の放送を優先。                                                                                          |
| 2014年   | 8月3日  | フルネットで放送した為、当枠は翌4日（月曜未明）に振替放送（『キャプテン・アース』を除く）。                                         |
| 2015年   | 6月28日 | 当枠が改編期だったこともあり、枠自体を放送休止扱いしてフルネットで放送。 一部アニメの最終回は火曜深夜の「アニメ特区」枠で振替放送。 |
| 2016年   | 7月17日 | フルネットで放送した為、「アニメシャワー」枠は翌18日（月曜未明・海の日）に振替放送。                                                |
| 2017年   | 7月16日 | フルネットで放送した為、「アニメシャワー」枠は翌17日（月曜未明・海の日）に振替放送。                                                |
| 2018年   | 7月15日 | フルネットで放送した為、「アニメシャワー」枠は翌16日（月曜未明・海の日）に振替放送。                                                |
| 2019年   | 7月14日 | フルネットで放送した為、「アニメシャワー」枠は翌15日（月曜未明・海の日）に振替放送。                                                |
| 2020年 - | -       | フルネットで放送されているが深夜帯の放送が廃止された為、当枠は通常通りの放送となっている。                                          |

## 放送形態
主に以下の6つに分けることができる。
- 自社製作（共同製作、本放送作品も含む）
- 再放送
- TBS製作（全日・深夜。TBSとのネット日数差は、作品によってまちまち）
- 中部日本放送（現・CBCテレビ）製作（2006年までは他のJNN系列局との共同製作作品が多かった）
- UHFアニメ（関東圏の独立局での放送を念頭に製作された作品のこと。ここにはアニメ専門チャンネル製作委員会参加作品、Webアニメも含む）
- その他（OVA、NHKやフジテレビなどTBS系列以外の放送局やWOWOW、アニメ専門チャンネルが製作・放送したアニメや、オリジナルアニメ）

TBS製作作品については、2009年4月以降BS-TBSとの重複放送を避けていた。このため2011年1月期に放送された『夢喰いメリー』を最後に、本枠では長らく放送されていなかった。
しかし2018年7月期には、約7年3か月ぶりのTBS製作作品として『少女☆歌劇 レヴュースタァライト』が放送された。
現在は主に木曜深夜枠（TBS放送日から同日遅れネット）で放送されているが、かつてはアニメ特区枠や金曜深夜枠でも放送された。
中部日本放送→CBCテレビ製作作品については、共同製作作品の放送が殆どで、自社製作作品の一部がサンテレビ（またはKBS京都）で放送されていた。
近年は、当枠の全作品がUHFアニメ（本局製作で関東圏独立局ネットの形態を含む）で埋まる時期が増えている。また、2019年10月期・2020年7月期・2022年4月期は全作アニプレックス製作関与作品である。
現在では原則として自社製作関与作品に限り、局公式サイト内に番組ページを開設しているが、かつては非関与作品の一部でも開設するケースが有った。

### その他
16:9サイズで製作された作品は、地上デジタル放送では基本的に全てフルサイズで放送される（『ななついろ★ドロップス』を除く）。
2009年9月までTBS製作作品のうち16:9マスター作品は他の地上波ネット局と同様に4:3サイズにサイドカットされていたが、2009年10月期以降は16:9フルサイズ放送を実施。
なお、金曜未明（木曜深夜、後のアニメイズム）枠が開設された2006年10月期以降の本局・TBS製作作品に関しては一部をのぞいて字幕放送を実施している（一部作品およびネット局では未実施の場合あり）。
自社製作関与作品では『テイルズ オブ ジ アビス』以降、「アニメイズム・スーパーアニメイズム」（以前は「日5」→「アニメサタデー630」第1部も実施）と同様に一部作品で本局公式携帯サイトにて名場面投票が行なわれている。

## 放送作品一覧
特別番組やスポーツ中継など編成の都合上、放送時間、日時の変更や2話連続での放送が行われる場合がある。また、連続放送や放送終了日（特に改編期）の差異から放送枠の繰り上げ・繰り下げが発生することもある。日時の変更の際は、翌日の月曜未明（日曜深夜）か『アニメ特区』枠内になることが多い。

### 放送中
特記が無い作品は、関東圏では独立局ネット。
| 部（放送時間）       | 作品名                                       | 放送期間        | 製作局 or 放送形態 | 備考 |
| -------------------- | -------------------------------------------- | --------------- | ------------------ | ---- |
| 第1部（2:08 - 2:38） | 帝乃三姉妹は案外、チョロい。                 | 2025年7月13日 - | 本局 TOKYO MX BS11 |      |
| 第2部（2:38 - 3:08） | 宇宙人ムームー                               | 2025年4月13日 - | UHFアニメ          |      |
| 第3部（3:08 - 3:38） | 薫る花は凛と咲く                             | 2025年7月6日 -  | TOKYO MX BS11      |      |
| 第4部（3:38 - 4:08） | ケンガンアシュラ Season2・Part1 ベストバウト | 2025年7月6日 -  | 本局               |      |

### 放送終了

#### 自社製作
共同製作、製作協力作品を含む。特記が無い本放送作品は関東圏では独立局ネット。
| 作品名                                                           | 放送期間                                        | 放送時間                                  | 共同製作局                 | 備考 |
| ---------------------------------------------------------------- | ----------------------------------------------- | ----------------------------------------- | -------------------------- | --- |
| フォーチュン・クエストL                                          | 1997年10月19日 - 1998年5月24日                  | 第1部                                     |                            | 『小松左京アニメ劇場』以来8年振りの自社製作深夜アニメかつ当枠初の作品。 関東圏ではテレビ東京で8か月近く遅れネットされた。 |
| 銀河漂流バイファム13                                             | 1998年3月22日 - 5月24日 1998年5月31日 - 10月4日 | 第2部（2:10 - 2:40） 第1部（1:40 - 2:10） |                            | 本局で先行放送を行い、その後に南関東独立局や中部日本放送（当時）との組み合わせによるネットパターンが初めて形成された作品。 |
| デビルマンレディー                                               | 1998年10月11日 - 1999年5月9日                   | 第1部                                     |                            | |
| マイアミ☆ガンズ                                                  | 2000年2月6日 - 5月21日                          | 第1部（1:45 - 2:15）                      |                            | 本放送では当初は関西ローカルだったが、TVK・チバテレビ・中部日本放送（当時）などに遅れネットされた。 |
| 成恵の世界                                                       | 2003年4月6日 - 6月22日                          | 第1部（1:55 - 2:25）                      |                            | 南関東独立局や中部日本放送（当時）の組み合わせによるネットパターンが、東名阪で初めて同時期となった。 |
| コードギアス 反逆のルルーシュ                                    | 2007年7月29日                                   | 2:25 - 3:25                               |                            | 本放送第24話・第25話。第23話までは金曜未明（木曜深夜）枠にて2007年3月まで放送。 |
| おおきく振りかぶって 特別編                                      | 2007年8月17日                                   |                                           | TBS                        | 本放送時に未放送だった回を放送。2009年10月期より金曜未明（木曜深夜）枠でTBSと同時期に再放送。 |
| テイルズ オブ ジ アビス                                          | 2008年10月5日 - 2009年3月29日                   | 第1部（1:55 - 2:25）                      |                            | 当枠における自社製作作品としては初の字幕放送を実施（本局のみ）。 |
| 戦国BASARA                                                       | 2009年4月5日 - 6月21日                          | 第1部（1:58 - 2:28）                      | 中部日本放送               | 中部日本放送（当時）との初の共同製作深夜アニメ。 |
| DARKER THAN BLACK -黒の契約者- 特別編                            | 2009年10月4日                                   |                                           |                            | 2009年10月よりこの続編である『DARKER THAN BLACK -流星の双子-』が金曜未明（木曜深夜）枠で放送されるのに先立って、本放送では未放送であった第26話を「特別編」と題して放送した。 急遽放送が決まったためか通常の第1部以降の作品を30分繰り下げて、その前枠で放送する形が取られた。 |
| Angel Beats!                                                     | 2010年4月4日 - 6月27日                          | 第1部（1:58 - 2:28）                      | 中部日本放送               | 本局製作委員会参加。2010年10月7日より金曜未明（木曜深夜）枠で再放送。 特別編は2013年10月4日に金曜未明（木曜深夜）枠で放送。2020年7月期に再々放送。 |
| TIGER & BUNNY                                                    | 2011年4月3日 - 9月18日                          | 第1部（1:58 - 2:28）                      |                            | 2012年9月30日には第1部で、劇場版公開に合わせた特番『芸能界タイバニ部 部長 東野幸治』を放送。 |
| セイクリッドセブン                                               | 2011年7月3日 - 9月18日                          | 第2部（2:28 - 2:58）                      |                            | |
| 黒子のバスケ                                                     | 2012年4月8日 - 9月23日                          | 第1部（1:58 - 2:28）                      | BS11                       | 本局製作協力。本局携帯サイトでシーン投票を実施。 |
| 進撃の巨人                                                       | 2013年4月7日 - 9月29日                          | 第1部（1:58 - 2:28）                      |                            | 製作クレジットに本局の名義はないが、本局のアニメ担当プロデューサーの竹田靑滋（現・編成局長）・丸山博雄・前田俊博の3名が製作・企画・プロデューサーとしてクレジットされている。 本局携帯サイトでシーン投票を実施。                                                             |
| 黒子のバスケ（第2期）                                            | 2013年10月6日 - 2014年3月30日                   | 第1部（1:58 - 2:28）                      | BS11                       | 本局製作協力。本局携帯サイトでシーン投票を実施。 |
| ニセコイ                                                         | 2014年1月12日 - 5月25日                         | 第2部（2:28 - 2:58）                      |                            | 本局のみ字幕放送を実施。 |
| 世界征服〜謀略のズヴィズダー〜                                   | 2014年1月12日 - 3月30日                         | 第3部（2:58 - 3:28）                      |                            | 第3部における自社製作本放送作品は初となる。 |
| キャプテン・アース                                               | 2014年4月6日 - 9月21日                          | 第1部（1:58 - 2:28）                      |                            | |
| ローリング☆ガールズ                                              | 2015年1月11日 - 3月29日                         | 第1部（1:58 - 2:28）                      |                            | |
| デュラララ!!×2 承                                                | 2015年1月11日 - 3月29日                         | 第2部（2:28 - 2:58）                      |                            | 第1期は木曜深夜枠で放送。 |
| 黒子のバスケ（第3期）                                            | 2015年1月11日 - 6月21日                         | 第3部（2:58 - 3:28）                      | BS11                       | 本局製作協力。 最終話は7月1日に『アニメ特区』枠で振り替えて放送。 |
| 血界戦線                                                         | 2015年4月5日 - 6月21日                          | 第2部（2:28 - 2:58）                      |                            | 最終話は10月3日に放送。 |
| Charlotte                                                        | 2015年7月5日 - 9月27日                          | 第1部（1:58 - 2:28）                      | TOKYO MX BS11              | |
| デュラララ!!×2 転                                                | 2015年7月5日 - 9月27日                          | 第2部（2:28 - 2:58）                      |                            | |
| 進撃!巨人中学校                                                  | 2015年10月4日 - 12月20日                        | 第1部（1:58 - 2:28）                      |                            | 前半はアニメパート、後半は実写バラエティパートの構成。 |
| デュラララ!!×2 結                                                | 2016年1月10日 - 3月27日                         | 第1部（1:58 - 2:28）                      |                            | |
| ハイキュー!! セカンドシーズン                                    | 2015年10月4日 - 2016年3月27日                   | 第3部（2:58 - 3:28）                      |                            | 第1期はTBS系列日5枠で放送。 第3期は『アニメイズム』B1枠で放送。 第4期前半は『スーパーアニメイズム』枠で放送。 第4期後半は『アニメイズム』B2枠で放送。 |
| 田中くんはいつもけだるげ                                         | 2016年4月10日 - 6月26日                         | 第1部（1:58 - 2:28）                      |                            | |
| Rewrite                                                          | 2016年7月3日 - 9月25日                          | 第1部（1:58 - 2:28）                      | TOKYO MX BS11              | |
| 食戟のソーマ 弐ノ皿                                              | 2016年7月3日 - 9月25日                          | 第2部（2:28 - 2:58）                      |                            | 第1期は『アニメイズム』B2枠で放送。第3期以降は近畿圏では未放送。 |
| DAYS                                                             | 2016年7月3日 - 12月18日                         | 第3部（2:58 - 3:28）                      | TOKYO MX BS11 アニマックス | |
| 風夏                                                             | 2017年1月8日 - 3月26日                          | 第1部（1:58 - 2:28）                      | WOWOW                      | |
| Rewrite 2ndシーズン                                              | 2017年1月15日 - 3月26日                         | 第2部（2:28 - 2:58）                      | TOKYO MX BS11              | |
| 進撃の巨人 Season 2                                              | 2017年4月2日 - 6月18日                          | 第1部（1:58 - 2:28）                      |                            | Season3以降でも製作委員会に参加するものの、NHK総合の関西各局（大阪・京都・神戸・大津・奈良・和歌山）で放送。 |
| 月がきれい                                                       | 2017年4月9日 - 7月2日                           | 第2部（2:28 - 2:58）                      |                            | |
| 賭ケグルイ                                                       | 2017年7月2日 - 9月24日                          | 第2部（2:38 - 3:08）                      |                            | |
| ボールルームへようこそ                                           | 2017年7月9日 - 12月17日                         | 第1部（2:08 - 3:38）                      |                            | |
| 宝石の国                                                         | 2017年10月8日 - 12月24日                        | 第2部（2:38 - 3:08）                      | BS11 AT-X                  | |
| 血界戦線 & BEYOND                                                | 2017年10月8日 - 12月24日                        | 第3部（3:08 - 3:38）                      |                            | |
| 重神機パンドーラ                                                 | 2018年4月8日 - 9月30日                          | 第4部（3:38 - 4:08）                      | WOWOW （製作協力）         | 本局製作協力。第4部における自社製作関与作品は初となる。 |
| SSSS.GRIDMAN                                                     | 2018年10月7日 - 12月23日                        | 第1部（2:08 - 2:38）                      | BS11                       | 2022年10月期に再放送。 |
| RELEASE THE SPYCE                                                | 2018年10月7日 - 12月23日                        | 第2部（2:38 - 3:08）                      |                            | |
| W'z《ウィズ》                                                    | 2019年1月6日 - 3月31日                          | 第2部（2:38 - 3:08）                      |                            | |
| かぐや様は告らせたい〜天才たちの恋愛頭脳戦〜                     | 2019年1月13日 - 3月31日                         | 第1部（2:08 - 2:38）                      |                            | |
| 乙女ゲームの破滅フラグしかない悪役令嬢に転生してしまった…        | 2020年4月5日 - 6月21日                          | 第3部（3:08 - 3:38）                      |                            | 第2期は『スーパーアニメイズム』枠で放送。 2023年7月期に再放送。 |
| かぐや様は告らせたい?〜天才たちの恋愛頭脳戦〜                    | 2020年4月12日 - 6月28日                         | 第2部（2:38 - 3:08）                      |                            | |
| ホリミヤ                                                         | 2021年1月10日 - 4月4日                          | 第1部（2:08 - 2:38）                      |                            | |
| イジらないで、長瀞さん                                           | 2021年4月11日 - 6月27日                         | 第2部（2:38 - 3:08）                      |                            | |
| 東京リベンジャーズ                                               | 2021年4月11日 - 9月19日                         | 第1部（2:08 - 2:38）                      | AT-X                       | 関東圏ではテレビ東京で放送。 |
| かぐや様は告らせたい-ウルトラロマンティック-                     | 2022年4月10日 - 6月26日                         | 第2部（2:38 - 3:08）                      |                            | 最終話は1時間枠にて放送。 |
| 悪役令嬢なのでラスボスを飼ってみました                           | 2022年10月2日 - 12月18日                        | 第2部（2:38 - 3:08）                      | TOKYO MX WOWOW             | |
| うちの師匠はしっぽがない                                         | 2022年10月2日 - 12月25日                        | 第1部（2:08 - 2:38）                      | BS朝日                     | |
| イジらないで、長瀞さん 2nd Attack                                | 2023年1月8日 - 3月26日                          | 第2部（2:38 - 3:08）                      |                            | |
| 東京リベンジャーズ 聖夜決戦編                                    | 2023年1月8日 - 4月2日                           | 第1部（2:08 - 2:38）                      | AT-X                       | 関東圏ではテレビ東京で放送。 |
| 天国大魔境                                                       | 2023年4月2日 - 6月25日                          | 第2部（2:38 - 3:08）                      |                            | |
| 六道の悪女たち                                                   | 2023年4月16日 - 6月25日                         | 第3部（3:08 - 3:38）                      | BS朝日                     | 初回は4月13日に放送。 |
| ホリミヤ -piece-                                                 | 2023年7月2日 - 9月24日                          | 第1部（2:08 - 2:38）                      |                            | |
| ティアムーン帝国物語〜断頭台から始まる、姫の転生逆転ストーリー〜 | 2023年10月8日 - 12月24日                        | 第2部（2:38 - 3:08）                      | BS11                       | |
| ゆびさきと恋々                                                   | 2024年1月7日 - 3月24日                          | 第2部（2:38 - 3:08）                      | TOKYO MX                   | 字幕放送を実施。 |
| 青の祓魔師 島根啓明結社篇                                        | 2024年1月7日 - 3月24日                          | 第3部（3:08 - 3:38）                      |                            | 前作は『アニメイズム』B1枠で放送。 |
| ラグナクリムゾン                                                 | 2023年10月1日 - 3月31日                         | 第4部（3:38 - 4:08）                      | BS11                       | 初回は1時間枠にて放送。 |
| THE NEW GATE                                                     | 2024年4月14日 - 6月30日                         | 第2部（2:38 - 3:08）                      |                            | |
| 魔導具師ダリヤはうつむかない                                     | 2024年7月7日 - 9月22日                          | 第4部（3:38 - 4:08）                      | AT-X                       | 地上波は本局先行。 |
| 青の祓魔師 雪ノ果篇                                              | 2024年10月6日 - 12月22日                        | 第2部（2:38 - 3:08）                      |                            | |
| 青の祓魔師 終夜篇                                                | 2025年1月5日 - 3月23日                          | 第2部（2:38 - 3:08）                      |                            | |
| mono                                                             | 2025年4月13日 - 6月29日                         | 第1部（2:08 - 2:38）                      |                            | |

#### TBS製作
| 作品名                                      | 放送期間                       | 放送時間             | 備考 |
| ------------------------------------------- | ------------------------------ | -------------------- | --- |
| アキハバラ電脳組                            | 1998年4月12日 - 10月11日       | 第3部（2:40 - 3:10） | 初めて第3部枠で放送された作品。枠開始時のオープニングやジャンクションによる紹介は一切なかったが時間変更の告知や枠終了後のエンドカード表示はされており、枠外扱いと見るかどうかは不透明である。 |
| 魔術士オーフェン                            | 1998年10月18日 - 1999年5月2日  | 第3部（2:40 - 3:10） | 本局では第8話に限り字幕放送を実施。 |
| パワーストーン                              | 1999年5月9日 - 10月24日        | 第3部（2:40 - 3:10） | |
| 魔術士オーフェン Revenge                    | 1999年10月31日 - 2000年4月30日 | 第3部（2:40 - 3:10） | |
| 逮捕しちゃうぞ Special                      | 1999年5月16日 - 5月30日        | 第1部                | 『Special』より前に第1期を月曜深夜枠で放送（『アニメシャワー』開始前）。 |
| Petshop of Horrors                          | 1999年6月6日 - 6月27日         | 第1部                | TBS他で放送の深夜番組『ワンダフル』（本局では未放送）の10分アニメを30分作品として放送。 |
| セクシーコマンドー外伝 すごいよ!!マサルさん | 2001年2月4日 - 6月17日         | 第1部                | 『ワンダフル』で放送されたが、『ワンダフル』では存在しなかったエンディングテーマ（劇中歌として使用された『よろしく仮面のテーマ』）が放送。逆に『ワンダフル』時代に放送されたマサルさんの最後の一言は未放送。 |
| ちっちゃな雪使いシュガー                    | 2001年12月16日                 | 第3部（2:45 - 3:15） | 枠外扱い。当初TBSとBS-iのみでの放送であったが、急遽本局などの地上波でも第1回のみが放送されることとなった。 |
| ちょびっツ                                  | 2002年4月28日 - 11月3日        | 第1部（1:55 - 2:25） | |
| ジパング                                    | 2004年10月31日 - 2005年4月24日 | 第1部（1:55 - 2:25） | アニマックス製作協力。 |
| ローゼンメイデン                            | 2005年5月22日 - 9月4日         | 第2部（2:25 - 2:55） | TBSより半年以上遅れのネット開始。 |
| BLACK CAT                                   | 2005年10月30日 - 2006年4月16日 | 第2部（2:25 - 2:55） | |
| ローゼンメイデン トロイメント               | 2005年12月11日 - 2006年3月5日  | 第3部（2:55 - 3:25） | |
| びんちょうタン                              | 2006年3月12日 - 4月16日        | 第3部（2:55 - 3:25） | 本局放送エリアに備長炭の代表的な産地である和歌山県日高郡みなべ町を抱えていることもあり、TBS・BS-iでは編成の都合で第9話で打ち切りとなった中、全12話を放送。地上波デジタル放送では16:9マスターをフルサイズ（アナログ波ではレターボックス）かつTBS・BS-iではカットされたエンディング付きの「完全版」で放送した。また放送開始前に本局のテレビ番組（単発特番『関西バンザイ新聞』、平日の夕方ワイド番組『ちちんぷいぷい』）でも取り上げられた。 |
| xxxHOLiC                                    | 2006年4月16日 - 10月22日       | 第4部（3:25 - 3:55） | キッズステーション製作協力。正式な第4部放送作品はこの作品が最初。 |
| ああっ女神さまっ それぞれの翼               | 2006年4月23日 - 10月1日        | 第2部（2:25 - 2:55） | 第1期は近畿圏では未放送。 |
| あさっての方向。                            | 2006年11月26日 - 2007年2月18日 | 第2部（2:25 - 2:55） | 新作深夜アニメとしては、同時期開始の『反逆のルルーシュ』と並んでTBS系列深夜アニメ初の字幕放送を実施。以降本局で放送されるTBS製作アニメのほとんどで字幕放送を実施している。 |
| ひだまりスケッチ                            | 2007年2月25日 - 5月13日        | 第2部（2:25 - 2:55） | |
| 神曲奏界ポリフォニカ                        | 2007年4月8日 - 6月24日         | 第4部（3:25 - 3:55） | 枠外扱い。 |
| ラブ★コン                                   | 2007年4月15日 - 10月7日        | 第1部（1:55 - 2:25） | |
| CLANNAD                                     | 2007年10月14日 - 2008年4月6日  | 第1部（1:55 - 2:25） | 当初はBS-i独占放送の予定だった。 |
| To LOVEる -とらぶる-                        | 2008年4月20日 - 9月28日        | 第3部（2:55 - 3:25） | 第2期以降はサンテレビで放送。 |
| xxxHOLiC◆継                                 | 2008年4月20日 - 7月27日        | 第4部（3:25 - 3:55） | キッズステーション製作協力。 |
| ひだまりスケッチ×365                        | 2008年7月13日 - 9月28日        | 第2部（2:25 - 2:55） | |
| 夜桜四重奏 〜ヨザクラカルテット〜           | 2009年1月11日 - 3月29日        | 第4部（3:25 - 3:55） | RKB毎日放送同様に3か月（1クール）遅れで放送。 |
| けいおん!!                                  | 2010年4月11日 - 10月3日        | 第2部（2:28 - 2:58） | |
| 会長はメイド様!                             | 2010年4月11日 - 9月26日        | 第3部（2:58 - 3:28） | |
| 夢喰いメリー                                | 2011年1月9日 - 4月10日         | 第2部（2:28 - 2:58） | |
| 少女☆歌劇 レヴュースタァライト              | 2018年7月16日 - 9月30日        | 第3部（3:08 - 3:38） | |

#### 中部日本放送→CBCテレビ製作
系列他局との共同製作のものも含む。
| 作品名                          | 放送期間                       | 放送時間             | 備考 |
| ------------------------------- | ------------------------------ | -------------------- | --- |
| 最終兵器彼女                    | 2002年11月10日 - 2003年2月16日 | 第1部（1:55 - 2:25） | |
| 京極夏彦 巷説百物語             | 2003年10月26日 - 2004年2月8日  | 第2部（2:25 - 2:55） | RKB毎日放送・中国放送も製作委員会参加。 |
| 砂ぼうず                        | 2005年2月6日 - 9月4日          | 第3部（2:55 - 3:25） | RKB毎日放送・北海道放送・東北放送も製作委員会参加。 |
| RAY THE ANIMATION               | 2006年7月16日 - 10月8日        | 第3部（2:55 - 3:25） | RKB毎日放送・北海道放送・東北放送も製作委員会参加。本局のみ地上波デジタル放送ではフルサイズで放送（アナログ放送ではレターボックス放送）。                                                                                       |
| 銀河鉄道物語 〜永遠への分岐点〜 | 2007年1月28日 - 7月1日         | 第3部（2:55 - 3:25） | ほかのネット局からは約4か月弱の遅れネット。現時点で当枠における最後の中部日本放送（当時）単独製作アニメ作品である。 |
| ULTRASEVEN X                    | 2007年10月7日 - 12月23日       | 第4部（3:25 - 3:55） | 枠外扱い。深夜特撮。『ウルトラシリーズ』初の深夜放送番組。当枠内の番組とは扱われなかった。 |
| やくならマグカップも 二番窯     | 2021年10月3日 - 12月26日       | 第4部（3:38 - 4:08） | CBCラジオ・TOKYO MX・BS11も製作委員会参加。 MBSメディアホールディングス傘下のZipangも製作委員会に参加。 本枠初の短編アニメと実写の混合編成番組。 実写パートのみCBCテレビ制作。 第1期は同年4月期に金曜未明（木曜深夜）枠で放送。 |

#### その他の放送局製作
| 作品名                                                  | 放送期間                                         | 放送時間                                  | 製作局                | 備考 |
| ------------------------------------------------------- | ------------------------------------------------ | ----------------------------------------- | --------------------- | --- |
| アレクサンダー戦記                                      | 2000年5月28日 - 9月10日                          | 第1部                                     | WOWOW                 | |
| BOYS BE…                                                | 2000年10月15日 - 2001年1月28日                   | 第1部                                     | WOWOW                 | |
| カウボーイビバップ                                      | 2001年6月24日 - 2002年2月17日                    | 第1部                                     | テレビ東京            | WOWOW版（全26回）を放送。地上波で完全版を放映した最初の放送局。 |
| ヴァイスクロイツグリーエン                              | 2003年5月18日 - 6月29日 2003年7月6日 - 9月14日   | 第2部 第1部                               | キッズステーション    | 現在でも地上波では唯一の放送局。 |
| 頭文字D                                                 | 2003年9月21日 - 2004年4月18日                    | 第1部                                     | フジテレビ            | フジテレビでの本放送当時は近畿圏ではKBS京都で放送。 |
| 頭文字D Second Stage                                    | 2004年4月25日 - 8月15日                          | 第1部                                     | フジテレビ            | フジテレビでの本放送当時は近畿圏ではKBS京都で放送。 |
| 機巧奇傳ヒヲウ戦記                                      | 2004年5月16日 - 2005年1月30日                    | 第3部                                     | NHK                   | BS2の衛星アニメ劇場で本放送。 |
| グレネーダー 〜ほほえみの閃士〜                         | 2005年1月9日 - 3月27日                           | 第2部                                     | WOWOW                 | WOWOWノンスクランブル枠初出。一部改変した地上波版を放送。 |
| The Soul Taker 〜魂狩〜                                 | 2005年9月11日 - 12月4日                          | 第3部                                     | WOWOW                 | |
| 地獄少女 三鼎                                           | 2008年10月5日 - 2009年4月5日                     | 第2部（2:25 - 2:55）                      | TOKYO MX              | 本局協力。 |
| とある魔術の禁書目録                                    | 2008年10月5日 - 2009年3月22日                    | 第3部（2:55 - 3:25）                      | AT-X                  | |
| とある科学の超電磁砲                                    | 2009年10月4日 - 2010年3月21日                    | 第1部（1:58 - 2:28）                      | AT-X                  | |
| みつどもえ                                              | 2010年7月4日 - 9月26日                           | 第4部（3:28 - 3:58）                      | AT-X                  | |
| あそびにいくヨ!                                         | 2010年7月11日 - 9月26日                          | 第1部（1:58 - 2:28）                      | AT-X                  | |
| とある魔術の禁書目録II                                  | 2010年10月10日 - 2011年4月3日                    | 第1部（1:58 - 2:28）                      | AT-X                  | |
| みつどもえ 増量中!                                      | 2011年1月9日 - 2月27日                           | 第3部（2:58 - 3:28）                      | AT-X                  | 本局では3月6日に第3部と第4部の間に増枠する形で第1期特別編を放送。ただし、他局で放送の「セレクション」は、本局では放送せずに『PROJECT A』を放送（#単発オリジナルアニメを参照）。 |
| 神様のメモ帳                                            | 2011年7月10日 - 9月25日                          | 第3部（2:58 - 3:28）                      | AT-X                  | |
| とある科学の超電磁砲S                                   | 2013年4月14日 - 9月29日                          | 第3部（2:58 - 3:28）                      | AT-X                  | 第3期は『アニメイズム』後続枠で放送。 |
| リトルバスターズ! 〜Refrain〜                           | 2013年10月6日 - 12月29日                         | 第3部（2:58 - 3:28）                      | AT-X                  | |
| ストライク・ザ・ブラッド                                | 2013年10月6日 - 2014年3月30日                    | 第4部（3:28 - 3:58）                      | AT-X                  | |
| 魔弾の王と戦姫                                          | 2014年10月5日 - 12月28日                         | 第1部（1:58 - 2:28）                      | AT-X                  | |
| SHIROBAKO                                               | 2014年10月12日 - 2015年3月29日                   | 第4部（3:28 - 3:58）                      | BSフジ                | 2020年10月期にNHK Eテレ（大阪局）で再放送。 |
| 六花の勇者                                              | 2015年7月5日 - 9月20日                           | 第3部（2:58 - 3:28）                      | AT-X                  | |
| エロマンガ先生                                          | 2017年4月9日 - 6月25日                           | 第3部（2:58 - 3:28）                      | BS11                  | 2018年10月期に朝日放送テレビ『アニサタ』枠で再放送。 |
| ラーメン大好き小泉さん                                  | 2018年1月7日 - 3月25日                           | 第2部（2:38 - 3:08）                      | TOKYO MX AT-X         | |
| とある魔術の禁書目録III                                 | 2018年10月7日 - 2019年4月7日                     | 第4部（3:38 - 4:08）                      | AT-X                  | |
| ぼくたちは勉強ができない                                | 2019年4月7日 - 6月30日                           | 第2部（2:38 - 3:08）                      | BS11                  | |
| Fate/kaleid liner プリズマ☆イリヤ                       | 2019年4月7日 - 6月9日                            | 第4部（3:38 - 4:08）                      | TOKYO MX AT-X         | 本放送時サンテレビにて放送されたため、兵庫県では実質再放送。 |
| RobiHachi                                               | 2019年4月14日 - 6月30日                          | 第1部（2:08 - 2:38）                      | AT-X                  | |
| 通常攻撃が全体攻撃で二回攻撃のお母さんは好きですか?     | 2019年7月15日 - 9月22日                          | 第4部（3:38 - 4:08）                      | TOKYO MX BS11         | 音楽の日編成で初回は月曜未明（日曜深夜）に放送されたため、本枠での放送は翌週7月21日から。最終話は世界陸上中継編成で9月28日（『アニメイズム』後続枠、製作局と同日）に放送。      |
| ぼくたちは勉強ができない!                               | 2019年10月13日 - 12月29日                        | 第2部（2:38 - 3:08）                      | BS11                  | |
| 虚構推理                                                | 2020年1月12日 - 3月29日                          | 第2部（2:38 - 3:08）                      | BS日テレ              | 関東圏ではテレビ朝日で放送。第2期は近畿圏では未放送。 |
| ド級編隊エグゼロス                                      | 2020年7月5日 - 9月27日                           | 第4部（3:38 - 4:08）                      | TOKYO MX BS11 AT-X    | |
| 禍つヴァールハイト -ZUERST-                             | 2020年10月18日 - 12月27日                        | 第3部（3:08 - 3:38）                      | TOKYO MX BS11 WOWOW   | 最終話は2021年1月11日に放送。 |
| はたらく細胞BLACK                                       | 2021年1月10日 - 3月20日                          | 第3部（3:08 - 3:38）                      | TOKYO MX              | 『はたらく細胞』アワーとして放送。第3話・第4話は1月19日に放送。 |
| 文豪ストレイドッグス わん!                              | 2021年1月17日 - 3月28日                          | 第4部前半 （3:38 - 3:53）                 | WOWOW                 | 最終話は4月2日に放送。 |
| シャドーハウス                                          | 2021年4月11日 - 7月4日                           | 第4部（3:38 - 4:08）                      | TOKYO MX BS朝日 WOWOW | |
| サクガン                                                | 2021年10月10日 - 12月26日                        | 第3部（3:08 - 3:38）                      | 文化放送              | 本局が企画参加する『Project ANIMA』の第1弾作品。 |
| 明日ちゃんのセーラー服                                  | 2022年1月9日 - 3月27日                           | 第1部（2:08 - 2:38）                      | BS朝日                | |
| 最遊記RELOAD -ZEROIN-                                   | 2022年1月9日 - 4月3日                            | 第3部（3:08 - 3:38）                      | AT-X                  | |
| 群青のファンファーレ                                    | 2022年4月3日 - 6月26日                           | 第3部（3:08 - 3:38）                      | TOKYO MX BS11         | |
| くノ一ツバキの胸の内                                    | 2022年4月10日 - 7月3日                           | 第4部（3:38 - 4:08）                      | BS11                  | |
| シャドーハウス 2nd Season                               | 2022年7月10日 - 9月25日                          | 第1部（2:08 - 2:38）                      | TOKYO MX BS朝日 WOWOW | |
| 継母の連れ子が元カノだった                              | 2022年7月10日 - 9月25日                          | 第3部（3:08 - 3:38）                      | BS日テレ BSフジ AT-X  | |
| ゆるゆりせれくしょん                                    | 2022年7月10日 - 9月25日                          | 第4部（3:38 - 4:08）                      | AT-X ラジオ大阪       | テレビ大阪で放送された作品のセレクション放送。 |
| はたらく魔王さま!!                                      | 2022年7月17日 - 10月2日                          | 第2部（2:38 - 3:08）                      | TOKYO MX BS11         | 第1期はKBS京都・サンテレビで放送。 |
| 山田くんとLv999の恋をする                               | 2023年4月2日 - 6月25日                           | 第4部（3:38 - 4:08）                      | TOKYO MX BS11         | 第2話は4月13日に放送。 |
| はたらく魔王さま!! 2nd Season                           | 2023年7月16日 - 10月1日                          | 第2部（2:38 - 3:08）                      | TOKYO MX BS11         | |
| 魔王の俺が奴隷エルフを嫁にしたんだが、どう愛でればいい? | 2024年4月7日 - 6月23日                           | 第3部（3:08 - 3:38）                      | BS朝日                | |
| 逃げ上手の若君                                          | 2024年7月7日 - 9月29日                           | 第1部（2:08 - 2:38）                      | TOKYO MX BS11         | |
| デリコズ・ナーサリー                                    | 2024年8月11日 - 9月15日 2024年10月20日 - 12月1日 | 第2部（2:38 - 3:08） 第4部（3:38 - 4:08） | TOKYO MX BS11         | |
| 魔王2099                                                | 2024年10月13日 - 12月29日                        | 第3部（3:08 - 3:38）                      | TOKYO MX BS11         | |
| クラスの大嫌いな女子と結婚することになった。            | 2025年1月5日 - 3月23日                           | 第1部（2:08 - 2:38）                      | TOKYO MX BS11         | |
| 空色ユーティリティ                                      | 2025年1月5日 - 3月23日                           | 第4部（3:38 - 4:08）                      | TOKYO MX              | |

#### UHFアニメ
| 作品名                                                                   | 放送期間                       | 放送時間                  | 備考 |
| ------------------------------------------------------------------------ | ------------------------------ | ------------------------- | --- |
| ガンパレード・マーチ 〜新たなる行軍歌〜                                  | 2003年2月16日 - 5月11日        | 第2部                     | （本局および中部日本放送〈当時〉）における、放送局が製作に関与していない（いわゆるUHFアニメ）の第1号。本局公式サイトに独自の番組サイトを設けるなど、宣伝に力を入れた。                                                                                     |
| 住めば都のコスモス荘 すっとこ大戦ドッコイダー                            | 2003年7月6日 - 10月19日        | 第2部                     | |
| 光と水のダフネ                                                           | 2004年2月15日 - 9月19日        | 第2部                     | シリーズ途中に放送された特別番組は本局では未放送。 |
| ニニンがシノブ伝                                                         | 2004年9月26日 - 12月12日       | 第2部                     | |
| 地獄少女                                                                 | 2005年10月9日 - 2006年4月9日   | 第1部                     | 本局協力。 |
| 灼眼のシャナ                                                             | 2005年10月9日 - 2006年3月26日  | 第4部                     | 枠外扱いながら初めて第4部でのレギュラーアニメ作品。 |
| 魔界戦記ディスガイア                                                     | 2006年4月23日 - 7月9日         | 第3部                     | 本局協力。 |
| 地獄少女 二籠                                                            | 2006年10月8日 - 2007年4月8日   | 第1部                     | 本局協力。 |
| BLACK BLOOD BROTHERS                                                     | 2006年10月22日 - 2007年1月21日 | 第3部                     | TOKYO MX製作協力。 |
| 大江戸ロケット                                                           | 2007年5月20日 - 11月18日       | 第2部                     | 当枠初のハイビジョン制作・放送作品。放送前の早い段階から雑誌などで「MBSほか」と告知されていたが、編成の都合上他局より約1か月半遅れて放送。 |
| ななついろ★ドロップス                                                    | 2007年7月8日 - 10月1日         | 第3部                     | 当時から16:9サイズ制作作品をフルサイズで放送していた本局において、当作品に限っては地上デジタル放送では額縁放送だった。 |
| キミキス pure rouge                                                      | 2007年10月7日 - 2008年3月23日  | 第3部                     | 本放送開始前の特別番組は未放送。 |
| PERSONA -trinity soul-                                                   | 2008年1月6日 - 7月6日          | 第2部                     | アニマックス製作協力。本局独自の番組サイトを開設。 原作の続編にあたる『Persona4 the ANIMATION』は、2011年10月期から2クール本局製作で金曜未明（木曜深夜）枠にて、その続編にあたる『Persona4 the Golden ANIMATION』は2014年7月期に『アニメイズム』枠で放送。 |
| かんなぎ                                                                 | 2008年10月5日 - 12月28日       | 第4部                     | UHFアニメとしては初の（正式な）第4部作品。 |
| 神曲奏界ポリフォニカ クリムゾンS                                         | 2009年4月5日 - 6月21日         | 第3部                     | |
| 戦場のヴァルキュリア                                                     | 2009年4月5日 - 9月27日         | 第4部                     | アニマックス製作協力。本局独自の番組サイトを開設。 |
| 化物語                                                                   | 2009年7月5日 - 9月27日         | 第1部                     | 本局独自の番組サイトを開設。 2018年7月期に朝日放送テレビ『水もん』枠で再放送。 |
| NEEDLESS                                                                 | 2009年7月5日 - 12月27日        | 第3部                     | |
| 魔法少女リリカルなのはA's                                                | 2009年10月4日 - 12月27日       | 第4部                     | 2005年秋に独立局で本放送（近畿圏ではサンテレビ）された。UHFアニメとしては初となる在京キー局のTBSおよび本局・中部日本放送で実質再放送。 |
| 聖痕のクェイサー                                                         | 2010年1月10日 - 6月20日        | 第4部                     | |
| 俺の妹がこんなに可愛いわけがない                                         | 2010年10月10日 - 12月26日      | 第2部                     | |
| 探偵オペラ ミルキィホームズ                                              | 2010年10月10日 - 12月26日      | 第3部                     | |
| DOG DAYS                                                                 | 2011年4月3日 - 6月26日         | 第2部                     | 初めて関東圏独立局全6局と同日放送。 |
| よんでますよ、アザゼルさん。                                             | 2011年4月10日 - 7月3日         | 第3部                     | 15分番組の2本立て構成。 |
| 変ゼミ                                                                   | 2011年4月10日 - 7月3日         | 第3部                     | 15分番組の2本立て構成。 |
| Fate/Zero                                                                | 2011年10月2日 - 12月25日       | 第2部                     | |
| 境界線上のホライゾン                                                     | 2011年10月2日 - 12月25日       | 第3部                     | 本局企画協力。 |
| 灼眼のシャナIII -FINAL-                                                  | 2011年10月9日 - 2012年3月25日  | 第1部                     | 前作と異なり、本局は製作には非関与。 |
| ベン・トー                                                               | 2011年10月9日 - 12月25日       | 第4部                     | |
| 偽物語                                                                   | 2012年1月8日 - 3月18日         | 第2部                     | 2020年10月期に朝日放送テレビ『水もん』枠で再放送。 |
| 探偵オペラ ミルキィホームズ 第2幕                                        | 2012年1月8日 - 3月25日         | 第3部                     | 第3期以降はサンテレビで放送。 |
| モーレツ宇宙海賊                                                         | 2012年1月8日 - 7月8日          | 第4部                     | |
| Fate/Zero 2ndシーズン                                                    | 2012年4月8日 - 6月24日         | 第2部                     | 放送前に総集編『Remix I／II』を放送。 |
| アクセル・ワールド                                                       | 2012年4月8日 - 9月23日         | 第3部                     | |
| 境界線上のホライゾンII                                                   | 2012年7月8日 - 9月30日         | 第2部                     | 本局企画協力。 |
| ソードアート・オンライン                                                 | 2012年7月8日 - 12月23日        | 第4部                     | |
| ジョジョの奇妙な冒険                                                     | 2012年10月7日 - 2013年4月7日   | 第1部                     | |
| リトルバスターズ!                                                        | 2012年10月7日 - 2013年4月7日   | 第2部                     | |
| CØDE:BREAKER                                                             | 2012年10月7日 - 12月23日       | 第3部                     | 本局企画協力。 |
| 八犬伝―東方八犬異聞―                                                     | 2013年1月6日 - 3月31日         | 第3部                     | |
| D.C.III 〜ダ・カーポIII〜                                                | 2013年1月6日 - 3月31日         | 第4部                     | 『D.C. 〜ダ・カーポ〜』シリーズとしては初めて本局で放送（それ以前は近畿圏ではサンテレビ・KBS京都で放送）。 |
| よんでますよ、アザゼルさん。Z                                            | 2013年4月7日 - 6月30日         | 第4部                     | 15分番組の2本立て構成。 |
| 波打際のむろみさん                                                       | 2013年4月7日 - 6月30日         | 第4部                     | 15分番組の2本立て構成。 |
| 変態王子と笑わない猫。                                                   | 2013年4月14日 - 6月30日        | 第2部                     | |
| 〈物語〉シリーズ セカンドシーズン                                        | 2013年7月7日 - 12月29日        | 第2部                     | |
| ファンタジスタドール                                                     | 2013年7月7日 - 9月29日         | 第4部                     | |
| 〈物語〉シリーズ キャラクターコメンタリー版                              | 2014年6月1日 - 6月29日         | 第2部                     | |
| ジョジョの奇妙な冒険 スターダストクルセイダース                          | 2014年4月6日 - 9月14日         | 第4部                     | |
| 魔法科高校の劣等生                                                       | 2014年4月6日 - 9月28日         | 第3部                     | |
| ソードアート・オンラインII                                               | 2014年7月6日 - 12月21日        | 第2部                     | |
| selector spread WIXOSS                                                   | 2014年10月5日 - 12月21日       | 第3部                     | |
| 終わりのセラフ                                                           | 2015年4月5日 - 6月21日         | 第1部                     | プロデュース協力として本局のアニメ担当プロデューサーの丸山博雄がクレジットされている。 |
| うたの☆プリンスさまっ♪ マジLOVEレボリューションズ                        | 2015年4月5日 - 6月21日         | 第4部                     | 最終話は7月1日に『アニメ特区』枠で振り替えて放送。 |
| 終わりのセラフ 名古屋決戦編                                              | 2015年10月11日 - 12月27日      | 第2部                     | |
| 少女たちは荒野を目指す                                                   | 2016年1月10日 - 3月27日        | 第2部                     | |
| ヘヴィーオブジェクト                                                     | 2015年10月4日 - 2016年3月27日  | 第4部                     | |
| 侍霊演武:将星乱                                                          | 2016年11月6日 - 12月11日       | 第5部                     | 枠外扱い。1回につき2話連続放送。 |
| ViVid Strike!                                                            | 2016年10月2日 - 12月18日       | 第2部（2:28 - 2:58）      | |
| うたの☆プリンスさまっ♪ マジLOVEレジェンドスター                          | 2016年10月2日 - 12月25日       | 第1部（1:58 - 2:28）      | |
| ジョジョの奇妙な冒険 ダイヤモンドは砕けない                              | 2016年4月3日 - 12月25日        | 第4部（3:28 - 3:58）      | |
| 亜人ちゃんは語りたい                                                     | 2017年1月8日 - 3月26日         | 第3部（2:58 - 3:28）      | |
| 神撃のバハムート GENESIS                                                 | 2017年1月8日 - 3月26日         | 第4部（3:28 - 3:58）      | 2014年にサンテレビとKBS京都にて放送されたため、京都府と兵庫県では実質再放送。 |
| GRANBLUE FANTASY The Animation                                           | 2017年4月2日 - 6月25日         | 第4部（3:28 - 3:58）      | |
| 活撃 刀剣乱舞                                                            | 2017年7月2日 - 9月24日         | 第3部（3:08 - 3:38）      | |
| 戦姫絶唱シンフォギアAXZ                                                  | 2017年7月2日 - 10月1日         | 第4部（3:38 - 4:08）      | 『AXZ』から本枠・日曜日（土曜深夜）の放送に移動。これ以前も本局で本放送済。 |
| 魔法使いの嫁                                                             | 2017年10月8日 - 2018年3月25日  | 第4部（3:38 - 4:08）      | 第2期はKBS京都・サンテレビで放送。 |
| サンリオ男子                                                             | 2018年1月7日 - 3月25日         | 第1部（2:08 - 2:38）      | |
| 銀河英雄伝説 Die Neue These 邂逅                                         | 2018年4月8日 - 7月1日          | 第2部（2:38 - 3:08）      | |
| ソードアート・オンライン オルタナティブ ガンゲイル・オンライン           | 2018年4月8日 - 7月1日          | 第3部（3:08 - 3:38）      | 2021年7月期に読売テレビ『MANPA』枠で再放送。 |
| PERSONA5 the Animation                                                   | 2018年4月8日 - 9月30日         | 第1部（2:08 - 2:38）      | 本局・TOKYO MXのみ連動データ放送を実施。 |
| はたらく細胞                                                             | 2018年7月8日 - 9月30日         | 第2部（2:38 - 3:08）      | 2020年7月期に再放送。2021年3月に第5話・第8話・第1話の3話分をセレクション放送。 2024年4月期にNHK Eテレ（大阪局）で再放送。 |
| ソードアート・オンライン アリシゼーション                                | 2018年10月7日 - 2019年3月31日  | 第3部（3:08 - 3:38）      | 初回は1時間枠にて放送。 |
| この素晴らしい世界に祝福を!                                              | 2019年4月14日 - 6月23日        | 第3部（3:08 - 3:38）      | 本放送時サンテレビにて放送されたため、兵庫県では実質再放送。 |
| 戦姫絶唱シンフォギアXV                                                   | 2019年7月7日 - 9月22日         | 第2部（2:38 - 3:08）      | 最終話（世界陸上中継編成）など計3回枠外若しくは時間変更での放送あり。 |
| ロード・エルメロイII世の事件簿 -魔眼蒐集列車 Grace note-                 | 2019年7月7日 - 9月22日         | 第3部（3:08 - 3:38）      | 放送開始前週には第0話も放送。 最終話は世界陸上中継編成で10月7日に枠外で放送。 |
| ソードアート・オンライン アリシゼーション War of Underworld（1stクール） | 2019年10月13日 - 12月29日      | 第1部（2:08 - 2:38）      | 2020年4月期に再放送。 |
| GRANBLUE FANTASY The Animation Season 2                                  | 2019年10月13日 - 12月29日      | 第4部（3:38 - 4:08）      | |
| Fate/Grand Order -絶対魔獣戦線バビロニア-                                | 2019年10月13日 - 2020年3月22日 | 第3部（3:08 - 3:38）      | |
| マギアレコード 魔法少女まどか☆マギカ外伝（1st SEASON）                   | 2020年1月5日 - 3月29日         | 第1部（2:08 - 2:38）      | 2020年10月期に再放送。 |
| ソードアート・オンライン アリシゼーション War of Underworld（2ndクール） | 2020年7月12日 - 9月20日        | 第1部（2:08 - 2:38）      | 放送前週に1stクール総集編を放送。 |
| 『ヒプノシスマイク -Division Rap Battle-』Rhyme Anima                    | 2020年10月4日 - 12月27日       | 第1部（2:08 - 2:38）      | |
| 魔法科高校の劣等生 来訪者編                                              | 2020年10月4日 - 12月27日       | 第2部（2:38 - 3:08）      | |
| はたらく細胞!!                                                           | 2021年1月10日 - 2月28日        | 第2部（2:38 - 3:08）      | 『はたらく細胞』アワーとして放送。 2024年7月期にNHK Eテレ（大阪局）で再放送。 |
| ワールドウィッチーズ発進しますっ!                                        | 2021年1月17日 - 3月28日        | 第4部後半 （3:53 - 4:08） | 最終話は4月2日に放送。 |
| Vivy -Fluorite Eye's Song-                                               | 2021年4月4日 - 6月20日         | 第3部（3:08 - 3:38）      | 初回は第2部より2話連続放送。 放送翌週に特別総集編を放送。 |
| ヴァニタスの手記（第1クール）                                            | 2021年7月4日 - 9月19日         | 第2部（2:38 - 3:08）      | |
| 魔法科高校の優等生                                                       | 2021年7月4日 - 9月26日         | 第3部（3:08 - 3:38）      | |
| マギアレコード 魔法少女まどか☆マギカ外伝 2nd SEASON -覚醒前夜-           | 2021年8月1日 - 9月26日         | 第4部（3:38 - 4:08）      | 7月4日 - 18日は1st SEASON総集編、25日は直前特番を放送。 |
| 海賊王女                                                                 | 2021年10月3日 - 12月19日       | 第2部（2:38 - 3:08）      | |
| ビルディバイド -＃000000-                                                | 2021年10月10日 - 12月26日      | 第1部（2:08 - 2:38）      | |
| ヴァニタスの手記（第2クール）                                            | 2022年1月16日 - 4月3日         | 第2部（2:38 - 3:08）      | |
| ビルディバイド -＃FFFFFF-                                                | 2022年4月3日 - 6月19日         | 第1部（2:08 - 2:38）      | 最終話は6月29日に『アニメ特区』枠で振り替えて放送。 |
| ぼっち・ざ・ろっく!                                                      | 2022年10月9日 - 12月25日       | 第3部（3:08 - 3:38）      | |
| UniteUp!                                                                 | 2023年1月8日 - 4月2日          | 第3部（3:08 - 3:38）      | 第11話・最終話は4月17日に放送。 |
| トモちゃんは女の子!                                                      | 2023年1月8日 - 4月2日          | 第4部（3:38 - 4:08）      | |
| マッシュル-MASHLE-                                                       | 2023年4月9日 - 7月2日          | 第1部（2:08 - 2:38）      | |
| てんぷる                                                                 | 2023年7月9日 - 9月24日         | 第3部（3:08 - 3:38）      | |
| 『ヒプノシスマイク-Division Rap Battle-』Rhyme Anima +                   | 2023年10月8日 - 12月24日       | 第1部（2:08 - 2:38）      | |
| 帰還者の魔法は特別です                                                   | 2023年10月8日 - 12月24日       | 第3部（3:08 - 3:38）      | |
| マッシュル-MASHLE- 神覚者候補選抜試験編                                  | 2024年1月7日 - 3月31日         | 第1部（2:08 - 2:38）      | |
| 魔法科高校の劣等生（第3シーズン）                                        | 2024年4月7日 - 6月30日         | 第1部（2:08 - 2:38）      | |
| 黒執事 -寄宿学校編-                                                      | 2024年4月14日 - 6月23日        | 第4部（3:38 - 4:08）      | 前作は『アニメイズム』B2枠で放送。 前作までとは違い今作にMBSは非関与。 |
| ソードアート・オンライン オルタナティブ ガンゲイル・オンライン II        | 2024年10月6日 - 12月22日       | 第1部（2:08 - 2:38）      | |
| UniteUp! -Uni:Birth-                                                     | 2025年1月12日 - 3月30日        | 第3部（3:08 - 3:38）      | 第11話・最終話は4月7日に放送。 |
| 黒執事 -緑の魔女編-                                                      | 2025年4月6日 - 6月29日         | 第3部（3:08 - 3:38）      | |

#### 再放送
| 作品名                                                                 | 放送期間                                         | 放送時間             | 備考 |
| ---------------------------------------------------------------------- | ------------------------------------------------ | -------------------- | --- |
| 銀河漂流バイファム                                                     | 1997年10月19日 - 1998年3月15日                   | 第2部                | 第2部で最初に放送された作品（1983年版）で、新作『バイファム13』に向けてのセレクション放送。全46話のうちの18話程度を放送した。 |
| マクロス7                                                              | 1998年5月31日 - 1999年7月4日                     | 第2部                | |
| フォーチュン・クエストL                                                | 1999年7月11日 - 2000年2月6日                     | 第2部                | |
| 銀河漂流バイファム13                                                   | 2000年3月12日 - 10月15日                         | 第2部                | |
| 逮捕しちゃうぞ second season                                           | 2000年9月17日 - 10月8日                          | 第2部                | |
| デビルマンレディー                                                     | 2000年10月22日 - 2001年6月3日                    | 第2部                | |
| サクラ大戦TV                                                           | 2001年6月10日 - 2002年1月27日                    | 第2部                | |
| ゾイド -ZOIDS-                                                         | 2002年2月3日 - 2003年9月7日                      | 第2部 第3部          | |
| マイアミ☆ガンズ                                                        | 2004年9月5日 - 10月24日                          | 第1部                | |
| 鋼の錬金術師                                                           | 2005年4月10日 - 10月2日                          | 第1部                | 『劇場版 鋼の錬金術師 シャンバラを征く者』の宣伝を兼ね、シリーズ前半の第26話まで放送。 |
| 機動戦士ガンダムSEED DESTINY                                           | 2006年4月16日 - 10月1日 2006年10月8日 - 11月19日 | 第1部 第2部          | 当初は土曜夕方5時30分枠での放送だったが、2006年4月開始の中部日本放送（当時）製作『ウルトラマンメビウス』に明け渡す形で当枠に移動。 |
| コードギアス 反逆のルルーシュ                                          | 2008年3月30日 - 4月6日                           |                      | 再放送の第21話 - 第25話。2008年3月まで土曜夕方5時30分枠で放送していたが、2008年4月改編で廃枠となり、残る話を消化するために当枠で集中放送した（3月30日は2本枠、4月5日は3本枠）。なお第2期の『コードギアス 反逆のルルーシュ R2』は同年4月6日から日5枠全国ネットでの放送が決まっており、開始までに再放送を終了させた形になる。 |
| 機動戦士ガンダム00                                                     | 2008年4月13日 - 9月28日                          | 第1部                | 本放送終了直後より再放送を開始。 |
| マクロスF                                                              | 2009年10月11日 - 2010年4月4日                    | 第2部                | 劇場版公開に合わせての再放送。 |
| 戦国BASARA                                                             | 2010年1月10日 - 4月4日 2015年7月12日 - 9月27日   | 第3部 第4部          | |
| 灼眼のシャナ                                                           | 2010年10月10日 - 2011年4月17日                   | 第4部（3:28 - 3:58） | |
| 灼眼のシャナII -Second-                                                | 2011年4月24日 - 10月2日                          | 第4部（3:28 - 3:58） | 本放送は木曜深夜枠。 |
| アルスラーン戦記                                                       | 2016年4月10日 - 6月26日                          | 第2部 第3部          | 2話連続での再放送。 |
| 魔法少女まどか☆マギカ                                                  | 2019年7月7日 - 9月22日                           | 第1部（2:08 - 2:38） | 本放送は木曜深夜枠。 |
| かぐや様は告らせたい?〜天才たちの恋愛頭脳戦〜                          | 2022年1月15日 - 3月27日                          | 第4部（3:28 - 3:58） | 本来は1月9日より放送される予定だったが、同日はは誤って同作の第1期（かぐや様は告らせたい〜天才たちの恋愛頭脳戦〜）第1話を放送してしまうという放送事故が発生した為（#放送事故参照）、開始が1週ずれてしまった。 |
| 即死チートが最強すぎて、異世界のやつらがまるで相手にならないんですが。 | 2024年7月7日 - 9月29日                           | 第3部（3:08 - 3:38） | 本放送は土曜 2:53 - 3:23枠。 |

#### OVA
2000年代前半を中心にOVA作品をテレビ放送していた。
| 作品名                               | 放送期間                  | 放送時間 | 備考 |
| ------------------------------------ | ------------------------- | -------- | --- |
| 真ゲッターロボ 世界最後の日          | 1999年7月4日 - 10月24日   | 第1部    | |
| クイーン・エメラルダス               | 1999年12月5日 - 12月26日  | 第1部    | |
| マクロスプラス                       | 2000年1月9日 - 1月30日    | 第1部    | |
| サクラ大戦 桜華絢爛                  | 2000年2月13日 - 3月5日    | 第2部    | |
| サクラ大戦 轟華絢爛                  | 2002年2月24日 - 4月21日   | 第1部    | |
| ダーティペア FLASH2                  | 2003年2月23日 - 3月23日   | 第1部    | |
| 機動警察パトレイバー                 | 2005年9月11日 - 10月23日  | 第2部    | |
| マクロス ダイナマイト7               | 2007年11月25日 - 12月23日 | 第2部    | 以前から続いていた第2部の2か月分の遅れを埋める形で放送された。本編の時間が30分となっている関係で放送時間が35分に拡大され、第3部以降の番組は5分繰り下げて放送されていた。                           |
| BLACK LAGOON Roberta's Blood Trail#1 | 2010年6月27日             | 第4部    | テレビ先行放送。テレビシリーズは近畿圏ではサンテレビ・KBS京都・奈良テレビで放送されたが、OVA第1巻発売に先駆けて本局のみロングバージョンを放送（サンテレビ、KBS京都ほか各局はショートバージョン）。 |

#### Webアニメ
- 亡念のザムド：2009年4月12日 - 10月4日（第2部）
  - 2008年9月24日から2009年2月4日にかけてPlayStation Storeを通じて配信されたWebアニメのテレビ放送版。本局独自の番組サイトを開設。
- ケンガンアシュラ：2020年1月12日 - 6月21日（第4部）
  - Netflixで独占配信された作品のテレビ放送。本局が製作委員会に参加。

#### 単発オリジナルアニメ
若手アニメーター育成プロジェクト「PROJECT A」参加作品シリーズ（2011年3月6日 - 3月27日）
2011年3月の第3部は、上記の事業において制作された単発オリジナルアニメを放送（地上波独占放送。BS放送ではBSジャパンで放送）。
- 3月5日（第3部）：万能野菜 ニンニンマン
- 3月19日（第2部）：おぢいさんのランプ ※当初は3月12日の第3部枠で放送予定であった。
- 3月19日（第3部）：キズナ一撃
- 3月26日（第4部）：たんすわらし。

若手アニメーター育成プロジェクト「アニメミライ」参加作品シリーズ
2012年4月1日は、上記の事業において制作された単発オリジナルアニメを放送（4作品のうち2作品を地上波独占放送、残る2作品『BUTA』『しらんぷり』は読売テレビ『MANPA』枠で放送）。
- 4月1日（2:43 - 3:13、第2部）：わすれなぐも
- 4月1日（3:13 - 3:43、第3部）：ぷかぷかジュジュ

若手アニメーター育成プロジェクト「あにめたまご2016」参加作品シリーズ
2016年4月3日は、上記の事業において制作された単発オリジナルアニメを放送（4作品のうち2作品を地上波独占放送、残る2作品『カラフル忍者いろまき』『UTOPA』は読売テレビ『MANPA』枠で放送）。
- 4月3日（2:58 - 3:28、第3部）：風の又三郎
- 4月3日（3:28 - 3:58、第4部）：かっちけねぇ！

若手アニメーター育成プロジェクト「あにめたまご2017」参加作品シリーズ
2017年4月 - 5月は、上記の事業において制作された単発オリジナルアニメを4作品地上波独占放送。
- 4月16日（2:58 - 3:25）：ずんだホライずん
- 4月23日（2:58 - 3:25）：ちゃらんぽ島の冒険
- 4月30日（2:58 - 3:25）：げんばのじょう −玄蕃之丞−
- 5月7日（2:58 - 3:25）：RedAsh -GEARWORLD-

### 番組の移り変わり
|            | 第1部                                                                             | 第2部                                                              | 第3部                                                                               | 第3部                                                                               | 第4部                                                                 | 第4部                                                                 |
| ---------- | --------------------------------------------------------------------------------- | ------------------------------------------------------------------ | ----------------------------------------------------------------------------------- | ----------------------------------------------------------------------------------- | --------------------------------------------------------------------- | --------------------------------------------------------------------- |
| 1997年10月 | フォーチュン・クエストL                                                           | 銀河漂流バイファム                                                 |                                                                                     |                                                                                     |                                                                       |                                                                       |
| 1998年3月  | フォーチュン・クエストL                                                           | 銀河漂流バイファム13                                               |                                                                                     |                                                                                     |                                                                       |                                                                       |
| 1998年4月  | フォーチュン・クエストL                                                           | 銀河漂流バイファム13                                               | アキハバラ電脳組                                                                    | アキハバラ電脳組                                                                    |                                                                       |                                                                       |
| 1998年5月  | 銀河漂流バイファム13                                                              | マクロス7                                                          | アキハバラ電脳組                                                                    | アキハバラ電脳組                                                                    |                                                                       |                                                                       |
| 1998年10月 | デビルマンレディー                                                                | マクロス7                                                          | 魔術士オーフェン                                                                    | 魔術士オーフェン                                                                    |                                                                       |                                                                       |
| 1999年5月  | 逮捕しちゃうぞ Special                                                            | マクロス7                                                          | パワーストーン                                                                      | パワーストーン                                                                      |                                                                       |                                                                       |
| 1999年6月  | Petshop of Horrors                                                                | マクロス7                                                          | パワーストーン                                                                      | パワーストーン                                                                      |                                                                       |                                                                       |
| 1999年7月  | 真ゲッターロボ 世界最後の日                                                       | フォーチュン・クエストL                                            | パワーストーン                                                                      | パワーストーン                                                                      |                                                                       |                                                                       |
| 1999年10月 |                                                                                   | フォーチュン・クエストL                                            | 魔術士オーフェン Revenge                                                            | 魔術士オーフェン Revenge                                                            |                                                                       |                                                                       |
| 1999年12月 | クイーン・エメラルダス                                                            | フォーチュン・クエストL                                            | 魔術士オーフェン Revenge                                                            | 魔術士オーフェン Revenge                                                            |                                                                       |                                                                       |
| 2000年1月  | マクロスプラス                                                                    | フォーチュン・クエストL                                            | 魔術士オーフェン Revenge                                                            | 魔術士オーフェン Revenge                                                            |                                                                       |                                                                       |
| 2000年2月  | マイアミ☆ガンズ                                                                   | サクラ大戦 桜華絢爛                                                | 魔術士オーフェン Revenge                                                            | 魔術士オーフェン Revenge                                                            |                                                                       |                                                                       |
| 2000年3月  | マイアミ☆ガンズ                                                                   | 銀河漂流バイファム13                                               | 魔術士オーフェン Revenge                                                            | 魔術士オーフェン Revenge                                                            |                                                                       |                                                                       |
| 2000年4月  | マイアミ☆ガンズ                                                                   | 銀河漂流バイファム13                                               | 魔術士オーフェン Revenge                                                            | 魔術士オーフェン Revenge                                                            |                                                                       |                                                                       |
| 2000年5月  | アレクサンダー戦記                                                                | 銀河漂流バイファム13                                               |                                                                                     |                                                                                     |                                                                       |                                                                       |
| 2000年9月  | アレクサンダー戦記                                                                | 逮捕しちゃうぞ second season                                       |                                                                                     |                                                                                     |                                                                       |                                                                       |
| 2000年10月 | BOYS BE…                                                                          | デビルマンレディー                                                 |                                                                                     |                                                                                     |                                                                       |                                                                       |
| 2001年2月  | セクシーコマンドー外伝 すごいよ!!マサルさん                                       | デビルマンレディー                                                 |                                                                                     |                                                                                     |                                                                       |                                                                       |
| 2001年6月  | カウボーイビバップ                                                                | サクラ大戦TV                                                       |                                                                                     |                                                                                     |                                                                       |                                                                       |
| 2002年2月  | サクラ大戦 轟華絢爛                                                               | ゾイド -ZOIDS-                                                     |                                                                                     |                                                                                     |                                                                       |                                                                       |
| 2002年4月  | ちょびっツ                                                                        | ゾイド -ZOIDS-                                                     |                                                                                     |                                                                                     |                                                                       |                                                                       |
| 2002年11月 | 最終兵器彼女                                                                      | ゾイド -ZOIDS-                                                     |                                                                                     |                                                                                     |                                                                       |                                                                       |
| 2003年2月  | ダーティペアFLASH2                                                                | ガンパレード・マーチ 〜新たなる行軍歌〜                            | ゾイド -ZOIDS-                                                                      | ゾイド -ZOIDS-                                                                      |                                                                       |                                                                       |
| 2003年4月  | 成恵の世界                                                                        | ガンパレード・マーチ 〜新たなる行軍歌〜                            | ゾイド -ZOIDS-                                                                      | ゾイド -ZOIDS-                                                                      |                                                                       |                                                                       |
| 2003年5月  | 成恵の世界                                                                        | ヴァイスクロイツグリーエン                                         | ゾイド -ZOIDS-                                                                      | ゾイド -ZOIDS-                                                                      |                                                                       |                                                                       |
| 2003年7月  | ヴァイスクロイツグリーエン                                                        | 住めば都のコスモス荘 すっとこ大戦ドッコイダー                      | ゾイド -ZOIDS-                                                                      | ゾイド -ZOIDS-                                                                      |                                                                       |                                                                       |
| 2003年9月  | 頭文字D                                                                           | 住めば都のコスモス荘 すっとこ大戦ドッコイダー                      | 逮捕しちゃうぞ second season                                                        | 逮捕しちゃうぞ second season                                                        |                                                                       |                                                                       |
| 2003年10月 | 頭文字D                                                                           | 京極夏彦 巷説百物語                                                | 逮捕しちゃうぞ second season                                                        | 逮捕しちゃうぞ second season                                                        |                                                                       |                                                                       |
| 2004年1月  | 頭文字D                                                                           | 京極夏彦 巷説百物語                                                | 逮捕しちゃうぞ second season                                                        | 逮捕しちゃうぞ second season                                                        |                                                                       |                                                                       |
| 2004年2月  | 頭文字D                                                                           | 光と水のダフネ                                                     | 逮捕しちゃうぞ second season                                                        | 逮捕しちゃうぞ second season                                                        |                                                                       |                                                                       |
| 2004年4月  | 頭文字D Second Stage                                                              | 光と水のダフネ                                                     | 逮捕しちゃうぞ second season                                                        | 逮捕しちゃうぞ second season                                                        |                                                                       |                                                                       |
| 2004年5月  | 頭文字D Second Stage                                                              | 光と水のダフネ                                                     | 機巧奇傳ヒヲウ戦記                                                                  | 機巧奇傳ヒヲウ戦記                                                                  |                                                                       |                                                                       |
| 2004年7月  | 頭文字D Second Stage                                                              | 光と水のダフネ                                                     | 機巧奇傳ヒヲウ戦記                                                                  | 機巧奇傳ヒヲウ戦記                                                                  |                                                                       |                                                                       |
| 2004年9月  | マイアミ☆ガンズ                                                                   | ニニンがシノブ伝                                                   | 機巧奇傳ヒヲウ戦記                                                                  | 機巧奇傳ヒヲウ戦記                                                                  |                                                                       |                                                                       |
| 2004年10月 | ジパング                                                                          | ニニンがシノブ伝                                                   | 機巧奇傳ヒヲウ戦記                                                                  | 機巧奇傳ヒヲウ戦記                                                                  |                                                                       |                                                                       |
| 2005年1月  | ジパング                                                                          | グレネーダー 〜ほほえみの閃士〜                                    | 機巧奇傳ヒヲウ戦記                                                                  | 機巧奇傳ヒヲウ戦記                                                                  |                                                                       |                                                                       |
| 2005年2月  | ジパング                                                                          | グレネーダー 〜ほほえみの閃士〜                                    | 砂ぼうず                                                                            | 砂ぼうず                                                                            |                                                                       |                                                                       |
| 2005年4月  | 鋼の錬金術師 （第1話 - 第26話）                                                   |                                                                    | 砂ぼうず                                                                            | 砂ぼうず                                                                            |                                                                       |                                                                       |
| 2005年5月  | 鋼の錬金術師 （第1話 - 第26話）                                                   | ローゼンメイデン                                                   | 砂ぼうず                                                                            | 砂ぼうず                                                                            |                                                                       |                                                                       |
| 2005年7月  | 鋼の錬金術師 （第1話 - 第26話）                                                   | ローゼンメイデン                                                   | 砂ぼうず                                                                            | 砂ぼうず                                                                            |                                                                       |                                                                       |
| 2005年9月  | 鋼の錬金術師 （第1話 - 第26話）                                                   | 機動警察パトレイバー                                               | The Soul Taker 〜魂狩〜                                                             | The Soul Taker 〜魂狩〜                                                             |                                                                       |                                                                       |
| 2005年10月 | 地獄少女                                                                          | BLACK CAT                                                          | The Soul Taker 〜魂狩〜                                                             | The Soul Taker 〜魂狩〜                                                             | 灼眼のシャナ                                                          | 灼眼のシャナ                                                          |
| 2005年12月 | 地獄少女                                                                          | BLACK CAT                                                          | ローゼンメイデン トロイメント                                                       | ローゼンメイデン トロイメント                                                       | 灼眼のシャナ                                                          | 灼眼のシャナ                                                          |
| 2006年1月  | 地獄少女                                                                          | BLACK CAT                                                          | ローゼンメイデン トロイメント                                                       | ローゼンメイデン トロイメント                                                       | 灼眼のシャナ                                                          | 灼眼のシャナ                                                          |
| 2006年3月  | 地獄少女                                                                          | BLACK CAT                                                          | びんちょうタン                                                                      | びんちょうタン                                                                      | 灼眼のシャナ                                                          | 灼眼のシャナ                                                          |
| 2006年4月  | 機動戦士ガンダムSEED DESTINY                                                      | ああっ女神さまっ それぞれの翼                                      | 魔界戦記ディスガイア                                                                | 魔界戦記ディスガイア                                                                | xxxHOLiC                                                              | xxxHOLiC                                                              |
| 2006年7月  | 機動戦士ガンダムSEED DESTINY                                                      | ああっ女神さまっ それぞれの翼                                      | RAY THE ANIMATION                                                                   | RAY THE ANIMATION                                                                   | xxxHOLiC                                                              | xxxHOLiC                                                              |
| 2006年10月 | 地獄少女 二籠                                                                     | 機動戦士ガンダムSEED DESTINY                                       | BLACK BLOOD BROTHERS                                                                | BLACK BLOOD BROTHERS                                                                |                                                                       |                                                                       |
| 2006年11月 | 地獄少女 二籠                                                                     | あさっての方向。                                                   | BLACK BLOOD BROTHERS                                                                | BLACK BLOOD BROTHERS                                                                |                                                                       |                                                                       |
| 2007年1月  | 地獄少女 二籠                                                                     | あさっての方向。                                                   | 銀河鉄道物語 〜永遠への分岐点〜                                                     | 銀河鉄道物語 〜永遠への分岐点〜                                                     |                                                                       |                                                                       |
| 2007年2月  | 地獄少女 二籠                                                                     | ひだまりスケッチ                                                   | 銀河鉄道物語 〜永遠への分岐点〜                                                     | 銀河鉄道物語 〜永遠への分岐点〜                                                     |                                                                       |                                                                       |
| 2007年4月  | ラブ★コン                                                                         | ひだまりスケッチ                                                   | 銀河鉄道物語 〜永遠への分岐点〜                                                     | 銀河鉄道物語 〜永遠への分岐点〜                                                     | 神曲奏界ポリフォニカ                                                  | 神曲奏界ポリフォニカ                                                  |
| 2007年5月  | ラブ★コン                                                                         | 大江戸ロケット                                                     | 銀河鉄道物語 〜永遠への分岐点〜                                                     | 銀河鉄道物語 〜永遠への分岐点〜                                                     | 神曲奏界ポリフォニカ                                                  | 神曲奏界ポリフォニカ                                                  |
| 2007年7月  | ラブ★コン                                                                         | 大江戸ロケット                                                     | ななついろ★ドロップス                                                               | ななついろ★ドロップス                                                               |                                                                       |                                                                       |
| 2007年10月 | CLANNAD                                                                           | 大江戸ロケット                                                     | キミキス pure rouge                                                                 | キミキス pure rouge                                                                 | ULTRASEVEN X                                                          | ULTRASEVEN X                                                          |
| 2007年11月 | CLANNAD                                                                           | マクロス ダイナマイト7                                             | キミキス pure rouge                                                                 | キミキス pure rouge                                                                 | ULTRASEVEN X                                                          | ULTRASEVEN X                                                          |
| 2008年1月  | CLANNAD                                                                           | ペルソナ 〜トリニティ・ソウル〜                                    | キミキス pure rouge                                                                 | キミキス pure rouge                                                                 |                                                                       |                                                                       |
| 2008年4月  | 機動戦士ガンダム00                                                                | ペルソナ 〜トリニティ・ソウル〜                                    | To LOVEる -とらぶる-                                                                | To LOVEる -とらぶる-                                                                | xxxHOLiC◆継                                                           | xxxHOLiC◆継                                                           |
| 2008年7月  | 機動戦士ガンダム00                                                                | ひだまりスケッチ×365                                               | To LOVEる -とらぶる-                                                                | To LOVEる -とらぶる-                                                                | xxxHOLiC◆継                                                           | xxxHOLiC◆継                                                           |
| 2008年8月  | 機動戦士ガンダム00                                                                | ひだまりスケッチ×365                                               | To LOVEる -とらぶる-                                                                | To LOVEる -とらぶる-                                                                |                                                                       |                                                                       |
| 2008年10月 | テイルズ オブ ジ アビス                                                           | 地獄少女 三鼎                                                      | とある魔術の禁書目録                                                                | とある魔術の禁書目録                                                                | かんなぎ                                                              | かんなぎ                                                              |
| 2009年1月  | テイルズ オブ ジ アビス                                                           | 地獄少女 三鼎                                                      | とある魔術の禁書目録                                                                | とある魔術の禁書目録                                                                | 夜桜四重奏 〜ヨザクラカルテット〜                                     | 夜桜四重奏 〜ヨザクラカルテット〜                                     |
| 2009年4月  | 戦国BASARA                                                                        | 亡念のザムド                                                       | 神曲奏界ポリフォニカ クリムゾンS                                                    | 神曲奏界ポリフォニカ クリムゾンS                                                    | 戦場のヴァルキュリア                                                  | 戦場のヴァルキュリア                                                  |
| 2009年7月  | 化物語                                                                            | 亡念のザムド                                                       | NEEDLESS                                                                            | NEEDLESS                                                                            | 戦場のヴァルキュリア                                                  | 戦場のヴァルキュリア                                                  |
| 2009年10月 | とある科学の超電磁砲                                                              | マクロスF                                                          | NEEDLESS                                                                            | NEEDLESS                                                                            | 魔法少女リリカルなのはA's                                             | 魔法少女リリカルなのはA's                                             |
| 2010年1月  | とある科学の超電磁砲                                                              | マクロスF                                                          | 戦国BASARA                                                                          | 戦国BASARA                                                                          | 聖痕のクェイサー                                                      | 聖痕のクェイサー                                                      |
| 2010年4月  | Angel Beats!                                                                      | けいおん!!                                                         | 会長はメイド様!                                                                     | 会長はメイド様!                                                                     | 聖痕のクェイサー                                                      | 聖痕のクェイサー                                                      |
| 2010年7月  | あそびにいくヨ!                                                                   | けいおん!!                                                         | 会長はメイド様!                                                                     | 会長はメイド様!                                                                     | みつどもえ                                                            | みつどもえ                                                            |
| 2010年10月 | とある魔術の禁書目録II                                                            | 俺の妹がこんなに 可愛いわけがない                                  | 探偵オペラ ミルキィホームズ                                                         | 探偵オペラ ミルキィホームズ                                                         | 灼眼のシャナ                                                          | 灼眼のシャナ                                                          |
| 2011年1月  | とある魔術の禁書目録II                                                            | 夢喰いメリー                                                       | みつどもえ 増量中！                                                                 | みつどもえ 増量中！                                                                 | 灼眼のシャナ                                                          | 灼眼のシャナ                                                          |
| 2011年4月  | TIGER & BUNNY                                                                     | DOG DAYS                                                           | よんでますよ、 アザゼルさん。                                                       | 変ゼミ                                                                              | 灼眼のシャナII -Second-                                               | 灼眼のシャナII -Second-                                               |
| 2011年7月  | TIGER & BUNNY                                                                     | セイクリッドセブン                                                 | 神様のメモ帳                                                                        | 神様のメモ帳                                                                        | 灼眼のシャナII -Second-                                               | 灼眼のシャナII -Second-                                               |
| 2011年10月 | 灼眼のシャナIII -Final-                                                           | Fate/Zero（1stシーズン）                                           | 境界線上のホライゾン                                                                | 境界線上のホライゾン                                                                | ベン・トー                                                            | ベン・トー                                                            |
| 2012年1月  | 灼眼のシャナIII -Final-                                                           | 偽物語                                                             | 探偵オペラ ミルキィホームズ 第2幕                                                   | 探偵オペラ ミルキィホームズ 第2幕                                                   | モーレツ宇宙海賊                                                      | モーレツ宇宙海賊                                                      |
| 2012年4月  | 黒子のバスケ                                                                      | Fate/Zero（2ndシーズン）                                           | アクセル・ワールド                                                                  | アクセル・ワールド                                                                  | モーレツ宇宙海賊                                                      | モーレツ宇宙海賊                                                      |
| 2012年7月  | 黒子のバスケ                                                                      | 境界線上のホライゾンII                                             | アクセル・ワールド                                                                  | アクセル・ワールド                                                                  | ソードアート・オンライン                                              | ソードアート・オンライン                                              |
| 2012年10月 | ジョジョの奇妙な冒険                                                              | リトルバスターズ!                                                  | CØDE:BREAKER                                                                        | CØDE:BREAKER                                                                        | ソードアート・オンライン                                              | ソードアート・オンライン                                              |
| 2013年1月  | ジョジョの奇妙な冒険                                                              | リトルバスターズ!                                                  | 八犬伝 -東方八犬異聞- （第1クール）                                                 | 八犬伝 -東方八犬異聞- （第1クール）                                                 | D.C.III 〜ダ・カーポIII〜                                             | D.C.III 〜ダ・カーポIII〜                                             |
| 2013年4月  | 進撃の巨人                                                                        | 変態王子と笑わない猫。                                             | とある科学の超電磁砲S                                                               | とある科学の超電磁砲S                                                               | よんでますよ、 アザゼルさん。Z                                        | 波打際の むろみさん                                                   |
| 2013年7月  | 進撃の巨人                                                                        | 〈物語〉シリーズ セカンドシーズン                                  | とある科学の超電磁砲S                                                               | とある科学の超電磁砲S                                                               | ファンタジスタドール                                                  | ファンタジスタドール                                                  |
| 2013年10月 | 黒子のバスケ （2nd SEASON）                                                       | 〈物語〉シリーズ セカンドシーズン                                  | リトルバスターズ! 〜Refrain〜                                                       | リトルバスターズ! 〜Refrain〜                                                       | ストライク・ザ・ブラッド                                              | ストライク・ザ・ブラッド                                              |
| 2014年1月  | 黒子のバスケ （2nd SEASON）                                                       | ニセコイ                                                           | 世界征服〜謀略のズヴィズダー〜                                                      | 世界征服〜謀略のズヴィズダー〜                                                      | ストライク・ザ・ブラッド                                              | ストライク・ザ・ブラッド                                              |
| 2014年4月  | キャプテン・アース                                                                | ニセコイ                                                           | 魔法科高校の劣等生                                                                  | 魔法科高校の劣等生                                                                  | ジョジョの奇妙な冒険 スターダストクルセイダース                       | ジョジョの奇妙な冒険 スターダストクルセイダース                       |
| 2014年5月  | キャプテン・アース                                                                | 〈物語〉シリーズ セレクション キャラクターコメンタリー版           | 魔法科高校の劣等生                                                                  | 魔法科高校の劣等生                                                                  | ジョジョの奇妙な冒険 スターダストクルセイダース                       | ジョジョの奇妙な冒険 スターダストクルセイダース                       |
| 2014年7月  | キャプテン・アース                                                                | ソードアート・オンラインII                                         | 魔法科高校の劣等生                                                                  | 魔法科高校の劣等生                                                                  | ジョジョの奇妙な冒険 スターダストクルセイダース                       | ジョジョの奇妙な冒険 スターダストクルセイダース                       |
| 2014年10月 | 魔弾の王と戦姫                                                                    | ソードアート・オンラインII                                         | selector spread WIXOSS                                                              | selector spread WIXOSS                                                              | SHIROBAKO                                                             | SHIROBAKO                                                             |
| 2015年1月  | ローリング☆ガールズ                                                               | デュラララ!!×2 承                                                  | 黒子のバスケ （3rd SEASON）                                                         | 黒子のバスケ （3rd SEASON）                                                         | SHIROBAKO                                                             | SHIROBAKO                                                             |
| 2015年4月  | 終わりのセラフ                                                                    | 血界戦線                                                           | 黒子のバスケ （3rd SEASON）                                                         | 黒子のバスケ （3rd SEASON）                                                         | うたの☆プリンスさまっ♪ マジLOVEレボリューションズ                     | うたの☆プリンスさまっ♪ マジLOVEレボリューションズ                     |
| 2015年7月  | Charlotte                                                                         | デュラララ!!×2 転                                                  | 六花の勇者                                                                          | 六花の勇者                                                                          | 戦国BASARA                                                            | 戦国BASARA                                                            |
| 2015年10月 | 進撃!巨人中学校                                                                   | 終わりのセラフ 名古屋決戦編                                        | ハイキュー!! セカンドシーズン                                                       | ハイキュー!! セカンドシーズン                                                       | ヘヴィーオブジェクト                                                  | ヘヴィーオブジェクト                                                  |
| 2016年1月  | デュラララ!!×2 結                                                                 | 少女たちは荒野を目指す                                             | ハイキュー!! セカンドシーズン                                                       | ハイキュー!! セカンドシーズン                                                       | ヘヴィーオブジェクト                                                  | ヘヴィーオブジェクト                                                  |
| 2016年4月  | 田中くんはいつもけだるげ                                                          | アルスラーン戦記                                                   | アルスラーン戦記                                                                    | アルスラーン戦記                                                                    | ジョジョの奇妙な冒険 ダイヤモンドは砕けない                           | ジョジョの奇妙な冒険 ダイヤモンドは砕けない                           |
| 2016年7月  | Rewrite                                                                           | 食戟のソーマ 弐ノ皿                                                | DAYS                                                                                | DAYS                                                                                | ジョジョの奇妙な冒険 ダイヤモンドは砕けない                           | ジョジョの奇妙な冒険 ダイヤモンドは砕けない                           |
| 2016年10月 | うたの☆プリンスさまっ♪ マジLOVEレジェンドスター                                   | ViVid Strike!                                                      | DAYS                                                                                | DAYS                                                                                | ジョジョの奇妙な冒険 ダイヤモンドは砕けない                           | ジョジョの奇妙な冒険 ダイヤモンドは砕けない                           |
| 2017年1月  | 風夏                                                                              | Rewrite 2ndシーズン                                                | 亜人ちゃんは語りたい                                                                | 亜人ちゃんは語りたい                                                                | 神撃のバハムート GENESIS                                              | 神撃のバハムート GENESIS                                              |
| 2017年4月  | 進撃の巨人 Season 2                                                               | 月がきれい                                                         | エロマンガ先生                                                                      | エロマンガ先生                                                                      | GRANBLUE FANTASY The Animation                                        | GRANBLUE FANTASY The Animation                                        |
| 2017年7月  | ボールルームへようこそ                                                            | 賭ケグルイ                                                         | 活撃 刀剣乱舞                                                                       | 活撃 刀剣乱舞                                                                       | 戦姫絶唱シンフォギアAXZ                                               | 戦姫絶唱シンフォギアAXZ                                               |
| 2017年10月 | ボールルームへようこそ                                                            | 宝石の国                                                           | 血界戦線&BEYOND                                                                     | 血界戦線&BEYOND                                                                     | 魔法使いの嫁                                                          | 魔法使いの嫁                                                          |
| 2018年1月  | サンリオ男子                                                                      | ラーメン大好き小泉さん                                             | ジョーカー・ゲーム                                                                  | ジョーカー・ゲーム                                                                  | 魔法使いの嫁                                                          | 魔法使いの嫁                                                          |
| 2018年4月  | PERSONA5 the Animation                                                            | 銀河英雄伝説 Die Neue These 邂逅                                   | ソードアート・オンライン オルタナティブ ガンゲイル・オンライン                      | ソードアート・オンライン オルタナティブ ガンゲイル・オンライン                      | 重神機パンドーラ                                                      | 重神機パンドーラ                                                      |
| 2018年7月  | PERSONA5 the Animation                                                            | はたらく細胞                                                       | 少女☆歌劇 レヴュースタァライト                                                      | 少女☆歌劇 レヴュースタァライト                                                      | 重神機パンドーラ                                                      | 重神機パンドーラ                                                      |
| 2018年10月 | SSSS.GRIDMAN                                                                      | RELEASE THE SPYCE                                                  | ソードアート・オンライン アリシゼーション                                           | ソードアート・オンライン アリシゼーション                                           | とある魔術の禁書目録III                                               | とある魔術の禁書目録III                                               |
| 2019年1月  | かぐや様は告らせたい 〜天才たちの恋愛頭脳戦〜                                     | W'z《ウィズ》                                                      | ソードアート・オンライン アリシゼーション                                           | ソードアート・オンライン アリシゼーション                                           | とある魔術の禁書目録III                                               | とある魔術の禁書目録III                                               |
| 2019年4月  | RobiHachi                                                                         | ぼくたちは勉強ができない                                           | この素晴らしい世界に祝福を!                                                         | この素晴らしい世界に祝福を!                                                         | Fate/kaleid liner プリズマ☆イリヤ                                     | Fate/kaleid liner プリズマ☆イリヤ                                     |
| 2019年7月  | 魔法少女まどか☆マギカ                                                             | 戦姫絶唱シンフォギアXV                                             | ロード・エルメロイII世の事件簿 -魔眼蒐集列車 Grace note-                            | ロード・エルメロイII世の事件簿 -魔眼蒐集列車 Grace note-                            | 通常攻撃が全体攻撃で二回攻撃の お母さんは好きですか?                  | 通常攻撃が全体攻撃で二回攻撃の お母さんは好きですか?                  |
| 2019年10月 | ソードアート・オンライン アリシゼーション War of Underworld （1stクール）         | ぼくたちは勉強ができない！                                         | Fate/Grand Order -絶対魔獣戦線バビロニア-                                           | Fate/Grand Order -絶対魔獣戦線バビロニア-                                           | GRANBLUE FANTASY The Animation Season2                                | GRANBLUE FANTASY The Animation Season2                                |
| 2020年1月  | マギアレコード 魔法少女まどか☆マギカ外伝 （1st SEASON）                           | 虚構推理                                                           | Fate/Grand Order -絶対魔獣戦線バビロニア-                                           | Fate/Grand Order -絶対魔獣戦線バビロニア-                                           | ケンガンアシュラ                                                      | ケンガンアシュラ                                                      |
| 2020年4月  | ソードアート・オンライン アリシゼーション War of Underworld （1stクール・再放送） | かぐや様は告らせたい? 〜天才たちの恋愛頭脳戦〜                     | 乙女ゲームの破滅フラグしかない 悪役令嬢に転生してしまった…                          | 乙女ゲームの破滅フラグしかない 悪役令嬢に転生してしまった…                          | ケンガンアシュラ                                                      | ケンガンアシュラ                                                      |
| 2020年7月  | ソードアート・オンライン アリシゼーション War of Underworld (2ndクール)           | はたらく細胞（再放送）                                             | Angel Beats!（再放送）                                                              | Angel Beats!（再放送）                                                              | ド級編隊エグゼロス                                                    | ド級編隊エグゼロス                                                    |
| 2020年10月 | 『ヒプノシスマイク -Division Rap Battle-』 Rhyme Anima                            | 魔法科高校の劣等生 来訪者編                                        | 禍つヴァールハイト -ZUERST-                                                         | 禍つヴァールハイト -ZUERST-                                                         | マギアレコード 魔法少女まどか☆マギカ外伝 （1st SEASON・再放送）       | マギアレコード 魔法少女まどか☆マギカ外伝 （1st SEASON・再放送）       |
| 2021年1月  | ホリミヤ                                                                          | はたらく細胞!!                                                     | はたらく細胞BLACK                                                                   | はたらく細胞BLACK                                                                   | 文豪ストレイ ドッグス わん!                                           | ワールド ウィッチーズ 発進しますっ!                                   |
| 2021年1月  | ホリミヤ                                                                          | はたらく細胞 （第1期セレクション放送）                             | はたらく細胞BLACK                                                                   | はたらく細胞BLACK                                                                   | 文豪ストレイ ドッグス わん!                                           | ワールド ウィッチーズ 発進しますっ!                                   |
| 2021年4月  | 東京リベンジャーズ                                                                | イジらないで、長瀞さん                                             | Vivy -Fluorite Eye's Song-                                                          | Vivy -Fluorite Eye's Song-                                                          | シャドーハウス                                                        | シャドーハウス                                                        |
| 2021年7月  | 東京リベンジャーズ                                                                | ヴァニタスの手記 （第1クール）                                     | 魔法科高校の優等生                                                                  | 魔法科高校の優等生                                                                  | マギアレコード 魔法少女まどか☆マギカ外伝 1st SEASON総集編             | マギアレコード 魔法少女まどか☆マギカ外伝 1st SEASON総集編             |
| 2021年7月  | 東京リベンジャーズ                                                                | ヴァニタスの手記 （第1クール）                                     | 魔法科高校の優等生                                                                  | 魔法科高校の優等生                                                                  | マギアレコード 魔法少女まどか☆マギカ外伝 2nd SEASON -覚醒前夜-        |                                                                       |
| 2021年10月 | ビルディバイド -＃000000-                                                         | 海賊王女                                                           | サクガン                                                                            | サクガン                                                                            | やくならマグカップも 二番窯                                           | やくならマグカップも 二番窯                                           |
| 2022年1月  | 明日ちゃんのセーラー服                                                            | ヴァニタスの手記 （第2クール）                                     | 最遊記RELOAD -ZEROIN-                                                               | 最遊記RELOAD -ZEROIN-                                                               | かぐや様は告らせたい? 〜天才たちの恋愛頭脳戦〜 （再放送）             | かぐや様は告らせたい? 〜天才たちの恋愛頭脳戦〜 （再放送）             |
| 2022年4月  | ビルディバイド -＃FFFFFF-                                                         | かぐや様は告らせたい -ウルトラロマンティック-                      | 群青のファンファーレ                                                                | 群青のファンファーレ                                                                | くノ一ツバキの胸の内                                                  | くノ一ツバキの胸の内                                                  |
| 2022年7月  | シャドーハウス 2nd Season                                                         | はたらく魔王さま!!                                                 | 継母の連れ子が元カノだった                                                          | 継母の連れ子が元カノだった                                                          | ゆるゆりせれくしょん                                                  | ゆるゆりせれくしょん                                                  |
| 2022年10月 | うちの師匠はしっぽがない                                                          | 悪役令嬢なので ラスボスを飼ってみました                            | ぼっち・ざ・ろっく!                                                                 | ぼっち・ざ・ろっく!                                                                 | SSSS.GRIDMAN （再放送）                                               | SSSS.GRIDMAN （再放送）                                               |
| 2023年1月  | 東京リベンジャーズ 聖夜決戦編                                                     | イジらないで、長瀞さん 2nd Attack                                  | UniteUp!                                                                            | UniteUp!                                                                            | トモちゃんは女の子!                                                   | トモちゃんは女の子!                                                   |
| 2023年4月  | マッシュル-MASHLE-                                                                | 天国大魔境                                                         | 六道の悪女たち                                                                      | 六道の悪女たち                                                                      | 山田くんとLv999の恋をする                                             | 山田くんとLv999の恋をする                                             |
| 2023年7月  | ホリミヤ -piece-                                                                  | はたらく魔王さま!! 2nd Season                                      | てんぷる                                                                            | てんぷる                                                                            | 乙女ゲームの破滅フラグしかない 悪役令嬢に転生してしまった… （再放送） | 乙女ゲームの破滅フラグしかない 悪役令嬢に転生してしまった… （再放送） |
| 2023年10月 | 『ヒプノシスマイク -Division Rap Battle-』 Rhyme Anima +                          | ティアムーン帝国物語 〜断頭台から始まる、 姫の転生逆転ストーリー〜 | 帰還者の魔法は特別です                                                              | 帰還者の魔法は特別です                                                              | ラグナクリムゾン                                                      | ラグナクリムゾン                                                      |
| 2024年1月  | マッシュル-MASHLE- 神覚者候補選抜試験編                                           | ゆびさきと恋々                                                     | 青の祓魔師 島根啓明結社篇                                                           | 青の祓魔師 島根啓明結社篇                                                           |                                                                       |                                                                       |
| 2024年4月  | 魔法科高校の劣等生 （第3シーズン）                                                | 魔王の俺が奴隷エルフを 嫁にしたんだが、 どう愛でればいい?          | THE NEW GATE                                                                        | THE NEW GATE                                                                        | 黒執事 -寄宿学校編-                                                   | 黒執事 -寄宿学校編-                                                   |
| 2024年7月  | 逃げ上手の若君                                                                    | デリコズ・ナーサリー                                               | 即死チートが最強すぎて、 異世界のやつらがまるで 相手にならないんですが。 （再放送） | 即死チートが最強すぎて、 異世界のやつらがまるで 相手にならないんですが。 （再放送） | 魔導具師ダリヤはうつむかない                                          | 魔導具師ダリヤはうつむかない                                          |
| 2024年10月 | ソードアート・オンライン オルタナティブ ガンゲイル・オンライン II                 | 青の祓魔師 雪ノ果篇                                                | 魔王2099                                                                            | 魔王2099                                                                            | デリコズ・ナーサリー                                                  | デリコズ・ナーサリー                                                  |
| 2025年1月  | クラスの大嫌いな女子と 結婚することになった。                                     | 青の祓魔師 終夜篇                                                  | UniteUp! -Uni:Birth-                                                                | UniteUp! -Uni:Birth-                                                                | 空色ユーティリティ                                                    | 空色ユーティリティ                                                    |
| 2025年4月  | mono                                                                              | 宇宙人ムームー                                                     | 黒執事 -緑の魔女編-                                                                 | 黒執事 -緑の魔女編-                                                                 |                                                                       |                                                                       |
| 2025年7月  | 帝乃三姉妹は案外、チョロい。                                                      | 宇宙人ムームー                                                     | 薫る花は凛と咲く                                                                    | 薫る花は凛と咲く                                                                    | ケンガンアシュラ Season2・Part1 ベストバウト                          | ケンガンアシュラ Season2・Part1 ベストバウト                          |

## オープニングで使用された曲
前述のように、2011年3月までのオープニング使用曲一覧。
| 年   | 月            | 曲名                                         | 歌手                                     | 備考                                                            |
| ---- | ------------- | -------------------------------------------- | ---------------------------------------- | --------------------------------------------------------------- |
| 1997 | 10            | MOON LIGHT                                   | 椎名へきる                               |                                                                 |
| 1997 | ↓             | MOON LIGHT                                   | 椎名へきる                               |                                                                 |
| 1998 |               | MOON LIGHT                                   | 椎名へきる                               |                                                                 |
| 5    |               | MOON LIGHT                                   | 椎名へきる                               |                                                                 |
| ↓    | 不明          | 不明                                         | 不明                                     |                                                                 |
| ↓    | 1999          |                                              |                                          |                                                                 |
|      | 空色の風      | 岩男潤子                                     |                                          |                                                                 |
| 5    | dream on.     | 岩男潤子                                     |                                          |                                                                 |
| 6    | dream on.     | 岩男潤子                                     |                                          |                                                                 |
| ↓    | ↓             | 不明                                         | 不明                                     | 不明                                                            |
| 2001 | 6             | 手のなるほうへ                               | 広沢タダシ                               |                                                                 |
| 2001 | 7             | 手のなるほうへ                               | 広沢タダシ                               |                                                                 |
| 2001 | 8             | Ask DNA                                      | SEATBELTS                                | 『カウボーイビバップ 〜天国の扉〜』主題歌                       |
| 2001 | 9             | Ask DNA                                      | SEATBELTS                                | 『カウボーイビバップ 〜天国の扉〜』主題歌                       |
| 2001 | 10            | 吠える犬と君                                 | Sound Schedule                           |                                                                 |
| 2001 | 11            | レディースナイト                             | THE★SCANTY                               |                                                                 |
| 2001 | ↓             | 不明                                         | 不明                                     | 不明                                                            |
| 2002 | ↓             | 不明                                         | 不明                                     | 不明                                                            |
| 4    | 空の青さ      | 新居昭乃                                     | 『パルムの樹』ED                         |                                                                 |
| ?    | VALENTI       | BoA                                          |                                          |                                                                 |
| ?    | 赤橙          | ACIDMAN                                      |                                          |                                                                 |
| ↓    | ↓             | 不明                                         | 不明                                     | 不明                                                            |
| 2003 |               |                                              |                                          |                                                                 |
| 4    | 蝶々結び      | aiko                                         |                                          |                                                                 |
| ↓    | 不明          | 不明                                         | 不明                                     |                                                                 |
| 2004 | 7             | Believe me                                   | melody.                                  |                                                                 |
| 2004 | ↓             | 不明                                         | 不明                                     | 不明                                                            |
| 2004 | 10            | 星のリンダ                                   | JET KELLY                                |                                                                 |
| 2004 | ↓             | 不明                                         | 不明                                     | 不明                                                            |
| 2005 | 1             | How To See You Again                         | move                                     |                                                                 |
| 2005 | ↓             | 不明                                         | 不明                                     | 不明                                                            |
| 2005 | 10            | 青空のナミダ                                 | 高橋瞳                                   | 『BLOOD+』OP                                                    |
| 2005 | 11            | 青空のナミダ                                 | 高橋瞳                                   | 『BLOOD+』OP                                                    |
| 2005 | 12            | nostalgia                                    | FictionJunction YUUKA                    |                                                                 |
| 2006 | 1             | nostalgia                                    | FictionJunction YUUKA                    |                                                                 |
| 2006 | 2             | Super Stereo                                 | サマースノーサプライズ                   |                                                                 |
| 2006 | 3             | Super Stereo                                 | サマースノーサプライズ                   |                                                                 |
| 2006 | 4             | 校庭に見つけた春                             | 平川地一丁目                             |                                                                 |
| 2006 | 5             | Colors of the Heart                          | UVERworld                                | 『BLOOD+』OP                                                    |
| 2006 | 6             | Colors of the Heart                          | UVERworld                                | 『BLOOD+』OP                                                    |
| 2006 | 7             | 雷音                                         | ジン                                     | 『BLOOD+』OP                                                    |
| 2006 | 8             | 雷音                                         | ジン                                     | 『BLOOD+』OP                                                    |
| 2006 | Brand New Map | K                                            | 『BLOOD+』ED                             |                                                                 |
| 2006 | Brand New Map | K                                            | 『BLOOD+』ED                             | 9                                                               |
| 2006 | 10            | 大和撫子魂                                   | 小坂りゆ                                 |                                                                 |
| 2006 | 11            | Winding Road                                 | ポルノグラフィティ                       | 『天保異聞 妖奇士』ED                                           |
| 2006 | 12            | 流星ミラクル                                 | いきものがかり                           | 『天保異聞 妖奇士』OP                                           |
| 2007 | 1             | Red Rocket Rising                            | BeForU                                   |                                                                 |
| 2007 | 2             | 愛という言葉                                 | 紗希                                     | 『天保異聞 妖奇士』ED                                           |
| 2007 | 3             | Get set GO!!                                 | BeForU                                   |                                                                 |
| 2007 | 4             | 夢の中で君が泣いてた                         | 広沢タダシ                               |                                                                 |
| 2007 | 5             | 夢の中で君が泣いてた                         | 広沢タダシ                               |                                                                 |
| 2007 | endscape      | UVERworld                                    | 『地球へ…』OP                            |                                                                 |
| 2007 | endscape      | UVERworld                                    | 『地球へ…』OP                            | 6                                                               |
| 2007 | Flag          | 三浦大知                                     |                                          |                                                                 |
| 2007 | Flag          | 三浦大知                                     | 7                                        |                                                                 |
| 2007 | 8             | BINGO!                                       | AKB48                                    |                                                                 |
| 2007 | 8             | 覚醒ヒロイズム 〜THE HERO WITHOUT A "NAME"〜 | アンティック -珈琲店-                    | 『DARKER THAN BLACK -黒の契約者-』OP                            |
| 2007 | 9             | 覚醒ヒロイズム 〜THE HERO WITHOUT A "NAME"〜 | アンティック -珈琲店-                    | 『DARKER THAN BLACK -黒の契約者-』OP                            |
| 2007 | BREAK UP      | SKUNK SHOT BOOSTER                           |                                          |                                                                 |
| 2007 | 10            | DAYBREAK'S BELL                              | L'Arc〜en〜Ciel                          | 『機動戦士ガンダム00』OP                                        |
| 2007 | 11            | 種をまく日々                                 | 中孝介                                   |                                                                 |
| 2007 | 12            | Supremacy                                    | LUV AND RESPONSE                         |                                                                 |
| 2008 | 1             | FREE THROW                                   | the telephones                           |                                                                 |
| 2008 | 2             | Ash Like Snow                                | the brilliant green                      | 『機動戦士ガンダム00』OP                                        |
| 2008 | 3             | MAGIC                                        | MEG                                      |                                                                 |
| 2008 | 4             | アイ ライク ユー                             | 岩崎愛                                   |                                                                 |
| 2008 | 5             | トライアングラー                             | 坂本真綾                                 | 『マクロスF』OP                                                 |
| 2008 | 6             | そして、一瞬のひかり                         | e-sound speaker                          | 『ランキンの楽園』ED                                            |
| 2008 | 7             | 夏のモンタージュ                             | みつき                                   | 番組名ではなく「作詞・作曲 竹内まりや」をテロップ表示           |
| 2008 | 8             | WORLD END                                    | FLOW                                     | 『コードギアス 反逆のルルーシュR2』OP                           |
| 2008 | 9             | モウイチド                                   | 熊木杏里                                 |                                                                 |
| 2008 | 10            | モノクロのキス                               | シド                                     | 『黒執事』OP                                                    |
| 2008 | 11            | Without…                                     | 吉田愛璃                                 |                                                                 |
| 2008 | 12            | 素晴らしき日々                               | LOVE                                     |                                                                 |
| 2009 | 1             | 大切にするからね                             | 風味堂                                   |                                                                 |
| 2009 | 2             | 泪のムコウ                                   | ステレオポニー                           | 『機動戦士ガンダム00』OP                                        |
| 2009 | 3             | trust you                                    | 伊藤由奈                                 | 『機動戦士ガンダム00』OP                                        |
| 2009 | 4             | 嘘                                           | シド                                     | 『鋼の錬金術師 FULLMETAL ALCHEMIST』ED                          |
| 2009 | 5             | free                                         | 山田優                                   | 『バスカッシュ!』ED                                             |
| 2009 | 6             | ラブ                                         | 大石昌良                                 |                                                                 |
| 2009 | 7             | 裸母                                         | Red Dracul Scar Tissue                   |                                                                 |
| 2009 | 8             | ホログラム                                   | NICO Touches the Walls                   | 『鋼の錬金術師 FULLMETAL ALCHEMIST』OP                          |
| 2009 | 9             | LET IT OUT                                   | 福原美穂                                 | 『鋼の錬金術師 FULLMETAL ALCHEMIST』ED                          |
| 2009 | 10            | ゴールデンタイムラバー                       | スキマスイッチ                           | 『鋼の錬金術師 FULLMETAL ALCHEMIST』OP                          |
| 2009 | 11            | ツキアカリのミチシルベ                       | ステレオポニー                           | 『DARKER THAN BLACK 流星の双子』OP                              |
| 2009 | 12            | 真っ白な未来                                 | PhilHarmoUniQue                          |                                                                 |
| 2010 | 1             | 君だけを見つけるために…                      | SQUAREHOOD                               |                                                                 |
| 2010 | 2             | 瞬間センチメンタル                           | SCANDAL                                  | 『鋼の錬金術師 FULLMETAL ALCHEMIST』ED                          |
| 2010 | 3             | もえろ!バッカルコーン                        |                                          | 「はれときどきうた」第1弾                                       |
| 2010 | 4             | 地球最期の朝がきて                           | 片山ブレイカーズ&ザ★ロケンローパーティ   |                                                                 |
| 2010 | 5             | 体感幸福論                                   | スムルース                               |                                                                 |
| 2010 | 6             | レイン                                       | シド                                     | 『鋼の錬金術師 FULLMETAL ALCHEMIST』OP                          |
| 2010 | 7             | 満海                                         | まきちゃんぐ                             |                                                                 |
| 2010 | 8             | キラッ☆サマー                                | ET-KING                                  |                                                                 |
| 2010 | 9             | 閉ざされた世界                               | THE BACK HORN                            | 『劇場版 機動戦士ガンダム00 -A wakening of the Trailblazer-』OP |
| 2010 | 10            | GRAVITY Ø                                    | Aqua Timez                               | 『STAR DRIVER 輝きのタクト』OP                                  |
| 2010 | 11            | First Kiss                                   | So'Fly                                   |                                                                 |
| 2010 | 12            | Cross Over                                   | 9nine                                    | 『STAR DRIVER 輝きのタクト』ED                                  |
| 2011 | 1             | 見守っていたい                               | YU-A                                     |                                                                 |
| 2011 | 2             | 見守っていたい                               | YU-A                                     |                                                                 |
| 2011 | Pride         | SCANDAL                                      | 『STAR DRIVER 輝きのタクト』ED           |                                                                 |
| 2011 | Pride         | SCANDAL                                      | 『STAR DRIVER 輝きのタクト』ED           | 3                                                               |
| 2011 | Philia        | Versailles                                   | 『おねがいかなえてヴェルサイユ』テーマ曲 |                                                                 |

## 放送事故
- 1999年2月13日の放送では19時台から放送していたスポーツ中継が延長されたために当初の予定時刻を繰り下げて放送していたが、この日の『魔術士オーフェン』第16話の字幕放送（文字多重放送）で内容と異なる文字が流れAパートの途中で「放送時間変更のため文字放送が内容と一致していません。」というテロップが表示された。
- 1999年5月8日の放送では、第1部（『デビルマンレディー』〈再放送〉）のED後の提供クレジットより提供クレジット場面になる度に画面が提供テロップを除き全て黄色くなった。第3部（『パワーストーン』第1話）のED後の提供クレジットはブルーバックで対処した。なお、『パワーストーン』について5社あったスポンサーのうちの2社（うち1社は提供読みあり）はこの第1話のみとなった。
- 2022年1月9日の放送では、第4部で『かぐや様は告らせたい?〜天才たちの恋愛頭脳戦〜』（第2期）第1話の再放送が行われる予定だったが、誤って『かぐや様は告らせたい〜天才たちの恋愛頭脳戦〜』（第1期）第1話が放送された[6][7]。